# Верхняя Терраса
Верхняя Терраса — микрорайон Заволжского района Ульяновска. До 1962 года — рабочий посёлок Верхняя Часовня. Находится в средней части Заволжского района Ульяновска. Население составляет примерно 23 % от населения Заволжского района, то есть около 51 тыс. чел. Площадь микрорайона составляет около 31 км² (без учёта лесопарковой зоны и 31-го арсенала ВМФ).

## История
История Верхней Террасы начинается с 1914 года, когда на линии Волго-Бугульминской железной дороги, в 7 верстах от станции «Часовня-Нижняя», для подвоза рабочих, которые строили подъездной путь к строящемуся ж/д Императорскому мосту, открыли ж/д станцию «Часовня-Верхняя». А в 1915 году было открыто здание железнодорожного вокзала. 

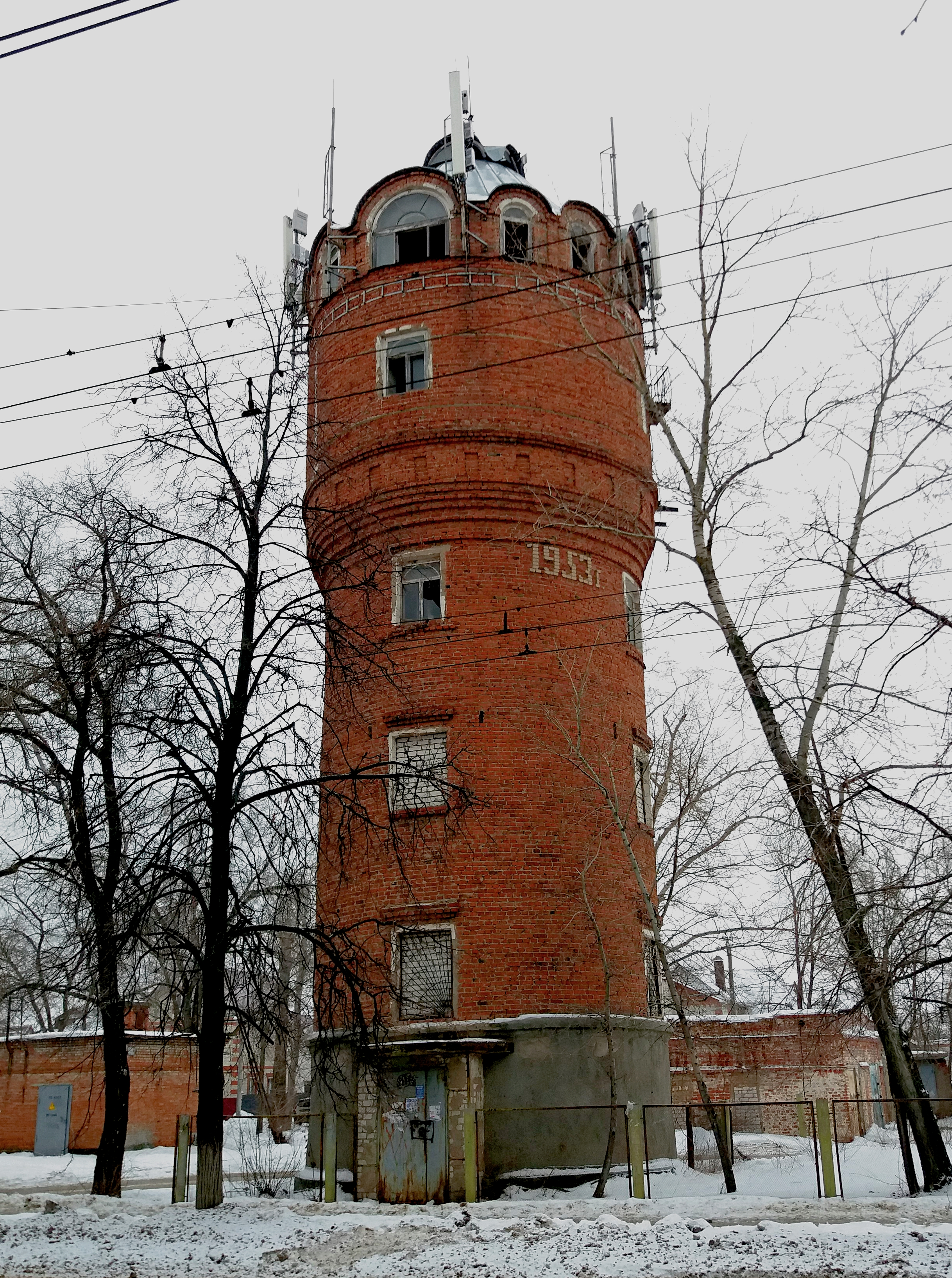
Водонапорная башня (1953 г.).

В июле и сентябре 1918 года здесь проходили бои Гражданской войны.
В 1919 году здесь были поселены рабочие, которые начали работать на строительстве ветки и разъезда Волго-Бугульминской железной дороги (с 1921 года — в составе Самаро-Златоустовской железной дороги, с 1936 года по настоящее время в составе Куйбышевской железной дороги). Первой улицей стала называться Привокзальной.
В 1920 году был создан Заволжский поселковый Совет. В состав Совета вошли посёлок Верхняя Часовня, Заволжский рабочий посёлок и три слободы: Королёвка, Канава и Нижняя Часовня.
В 1935 году, при создании Заволжского района, село Верхняя Часовня отошло к Чердаклинскому району.

Штаб Арсенала ВМФ № 31.

В январе 1941 года в лесопарке за селом Верхняя Часовня началось строительство военной базы ВМФ № 2004 и военгородка № 26, с 1946 года — «Арсенал ВМФ № 31».
В 1941 году западнее села разместили химсклады войсковой части 95138. Он обеспечивал химическим имуществом, средствами дозиметрического контроля подразделения ВМФ СССР, позже — участвовавшие в ликвидации аварии на Чернобыльской АЭС. В 1998 году приказом ГШ ВМФ №730/1/0360 склад был переформирован в 2022-й центральный склад вооружения и средств радиационной химической и биологической защиты флота. В 2009 году был расформирован.
После Великой Отечественной войны появились планы строительства Куйбышевской ГЭС. На карте 1950 года указано предполагаемого направления переселения сносимых (затапливаемых) сёл. Но при проектировании расселения не было учтено, чтобы жители сёл, которые работали на машзаводе имени Володарского, жили ближе к заводу, поэтому их решили компактно поселить на новой площадке у села Верхняя Часовня, выделив 2300 участков. С 1952 года, в связи со строительством Куйбышевского водохранилища, жителей сёл, которые работали на машзаводе: Алексеевка, Архангельское, Ботьма, Большое Пальцино и Малое Пальцино, Петровка и Сосновка, Королёвка, Канава и Нижняя Часовня, а также военного посёлка Городок, переселили на новое место жительства, на новую площадку рабочего посёлка Верхняя Часовня. Первыми улицами стали — Волжская, Деева, Одесская, Брестская. Жители сёл разместили кварталами: Королёвка, Канава и Нижняя Часовня — от улицы Оренбургской до улицы Деева, Петровки — от улицы Деева до Брестской, Большого и Малого Пальцина и Сосновки — от Одесской улицы по Волжской улице до Димитровградского шоссе. Также, для работников завода «Володарки» на Верхней Часовне, методом народной стройки, начинается строительство 100 двухквартирных кирпичных жилых домов с садово-огородными участками, построив улицы — 40 лет Октября, 9 мая, Жуковского. Из-за маленьких площадей под постройку жилья властям поступали многочисленные жалобы. На территории Верхней Часовни многие семьи долго жили в землянках и полуземлянках, но им постепенно предоставили коммунальные и ведомственные жилплощади. К февралю 1954 года в этот район из зоны затопления перенесли более 1500 домов, а к июню — 1700. До 15 ноября 1955 года все переселенцы (2300 участков) поселились на новых местах .
6 октября 1958 года вышло постановление ЦК КПСС и СМ СССР № 1121—541 о строительстве в г. Ульяновске завода вычислительных машин и приборов (ВМиП, в дальнейшем — ОАО «Комета»). Вместе со строительством завода на Верхней Часовне стали строить жилые дома.
В 1958 году был сдан в эксплуатацию завод «Электромаш». В этом же году на окраине района начала работать Ульяновская звероферма («Лисятник», закрыта в 2000-х гг.).

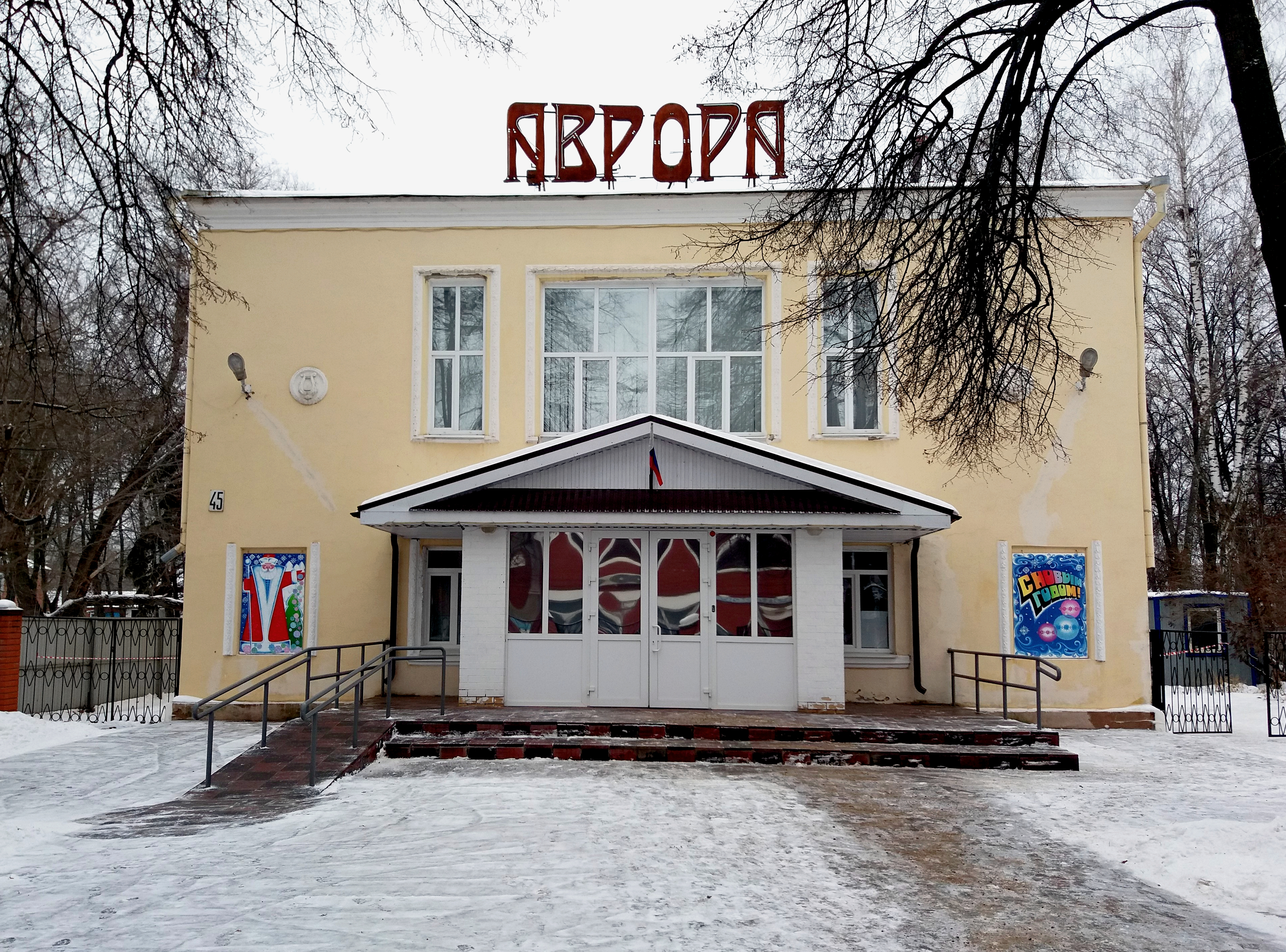
Кинотеатр «Аврора».

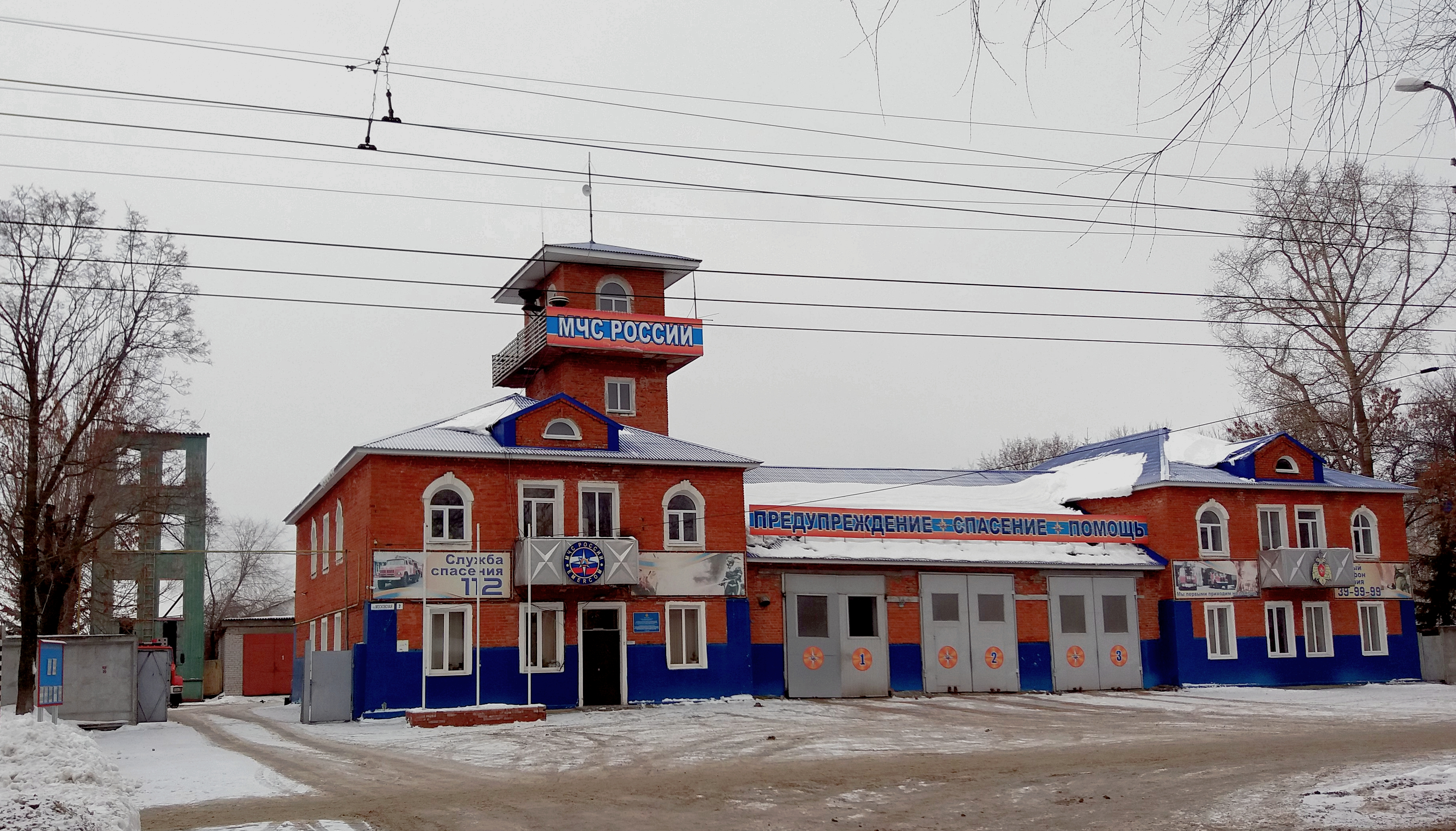
Пожарная часть № 6.

В 1958 году был открыт кинотеатр «Аврора», ныне — филиал МБУК «Руслан».
3 декабря 1960 года Советом народного хозяйства Ульяновского экономического административного района (т. Власов К. В.) принял постановление № 195 «Об организации дирекции вновь строящего завода ВМиП», назначен директор Ротанов В. Г.. В апреле 1961 года коллектив завода (ныне НПО «Марс») начал работать в первом производственном корпусе на Верхней Часовне.
23 мая 1962 года указом Президиума Верховного Совета РСФСР № 742/5 из Заволжского посёлка и рабочего посёлка Верхней Часовни был образован Заволжский район, а посёлки стали именоваться — Нижняя Терраса и Верхняя Терраса.
В 1963 году была открыта мужская исправительная трудовая колония ИТК-4 общего режима. (В ноябре 2024 г.  ликвидирована, всех осуждённых перевели в ИК-9 по адресу 11-й Инженерный пр-д, 36 (Новый Город)).
В 1969 году заработала городская больница № 3, ныне — УЦГКБ.
1 января 1974 года была открыта первая в городе троллейбусная линия «ул. Оренбургская — ж/д вокзал „Верхняя Терраса“».
В 1975 году было принято решение о строительстве Ульяновского авиационно-промышленного комплекса (УАПК) (ныне — Авиастар-СП). Первыми строителями УАПК и Нового города были военизированные строительные отряды, которым на Верхней Террасе, на улице Мелекесской, были построены три четырёх-этажных дома, а для гражданских специалистов — три 9-этажных дома, в народе прозванные «Три богатыря», а рядом, в «финском» ангаре, первый заводской цех — «инструментальный», в котором, в марте 1980 года началась наладка станков.
27 ноября 1976 года вступил в строй новый мост-путепровод, соединивший жилые кварталы Нижней и Верхней Террас.
26 ноября 2009 году было открыто движение через Президентский мост. Заезд на мостовой переход был проложен с Димитровградского шоссе, недалеко от железнодорожного вокзала.
25 августа 2021 года была построена новая развязка, которая обеспечит съезд с мостового перехода в район Верхней Террасы, на пересечении улиц Врача Михайлова и Оренбургской.

В 2023 году началось строительство новых корпусов Ульяновского гвардейского суворовского военного училища. Координаты : 54°20′46″ с. ш. 48°31′01″ в. д..

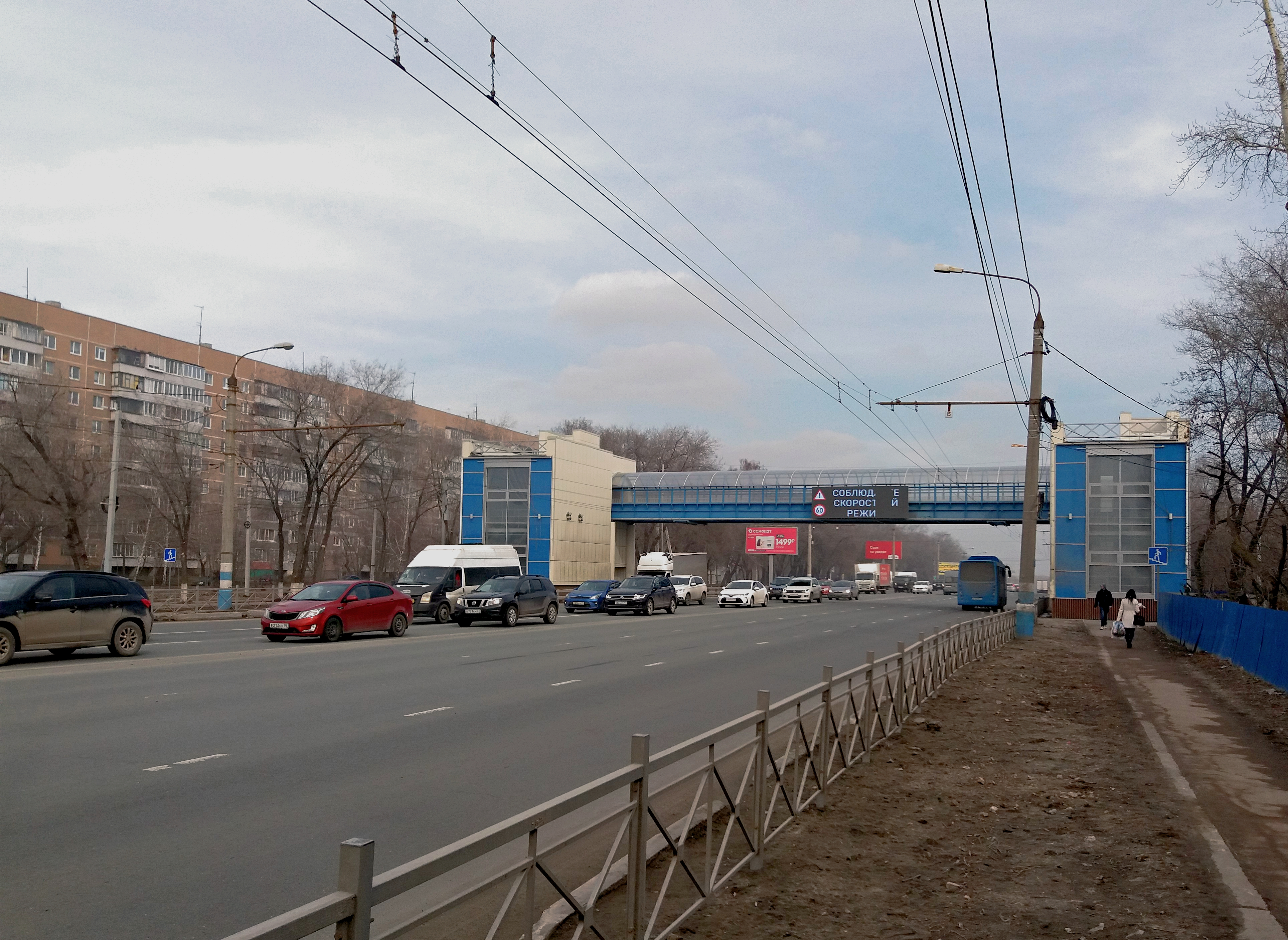
Димитровградское шоссе.
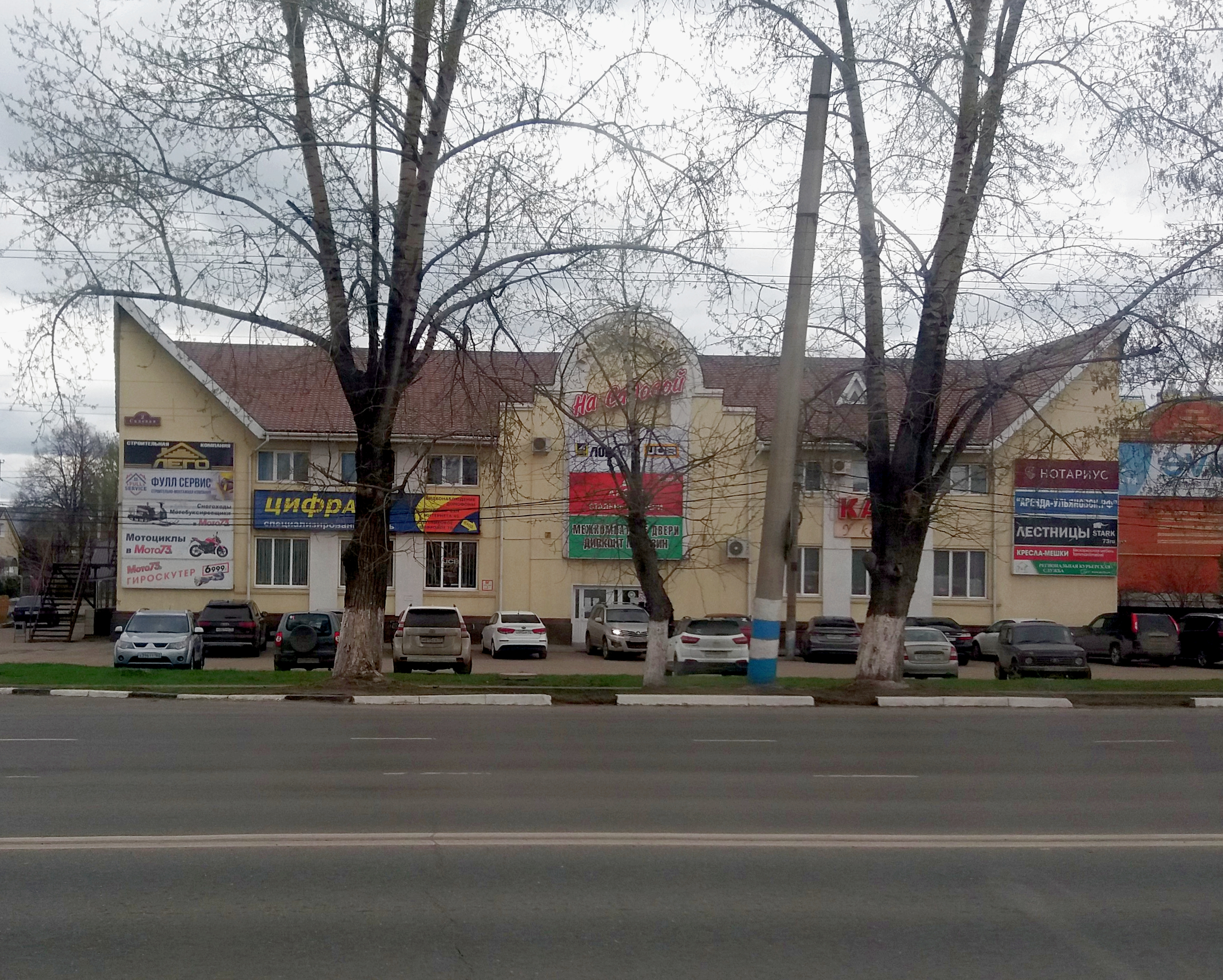
Торговый дом «На Садовой».
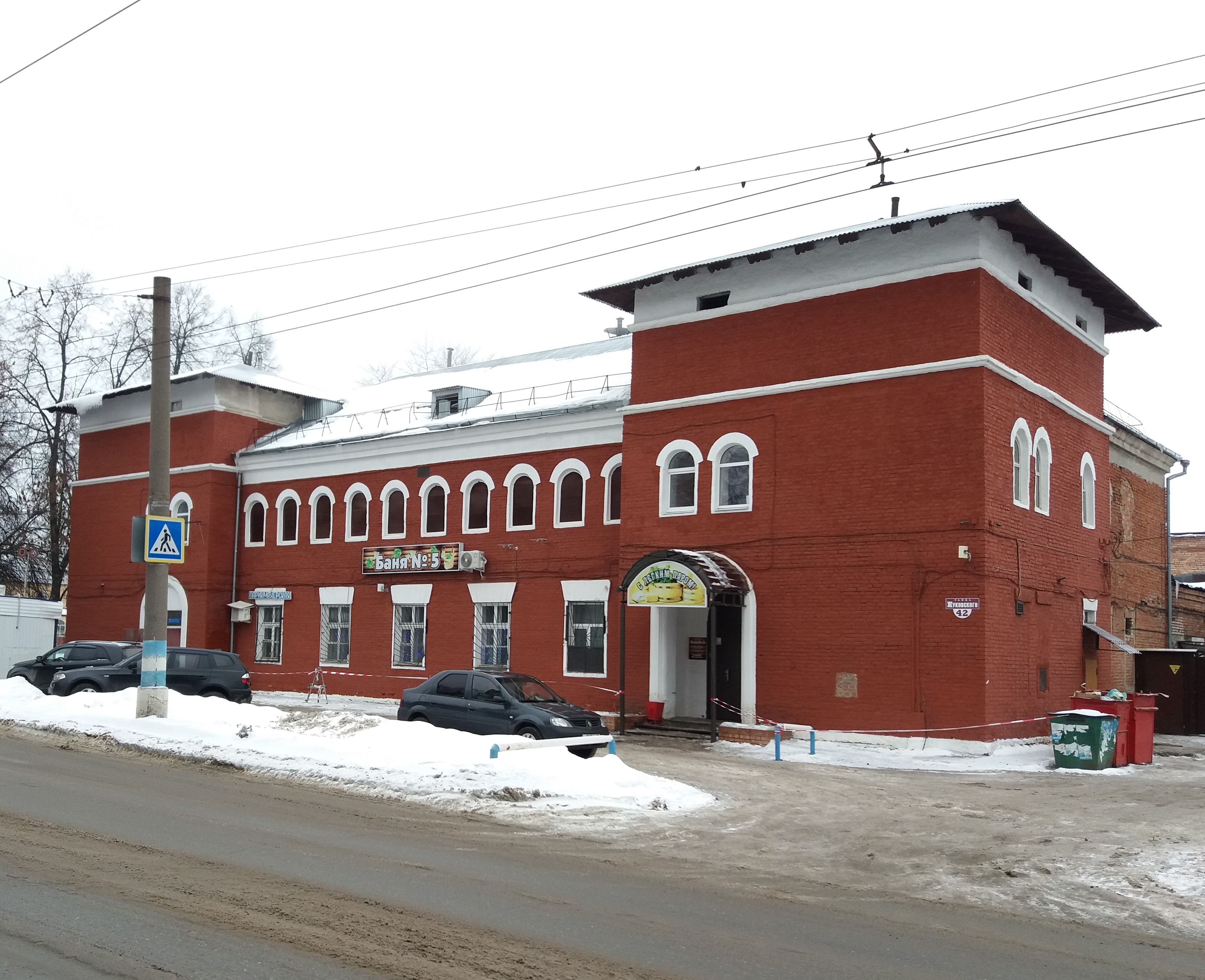
Баня № 5.
Штаб Арсенала ВМФ № 31.

## Экономика
- НПО «Марс»
- Завод АО «Комета» филиал Концерна «Моринформсистема-Агат»[39][40]
- Завод «Электромаш»[24][41][42]
- Хлебозавод № 4 (создан в 1966 г.)[43][44]
- Заволжское троллейбусное Депо № 3
- 31-й арсенал ВМФ (ликвидируется, действует штаб арсенала)[10][45][46]
- 2022-й центральный склад вооружения и средств РХБЗ  (расформирован в 2009 г.)[14]
- ООО «Металлоторг»
- Пожарная часть № 6

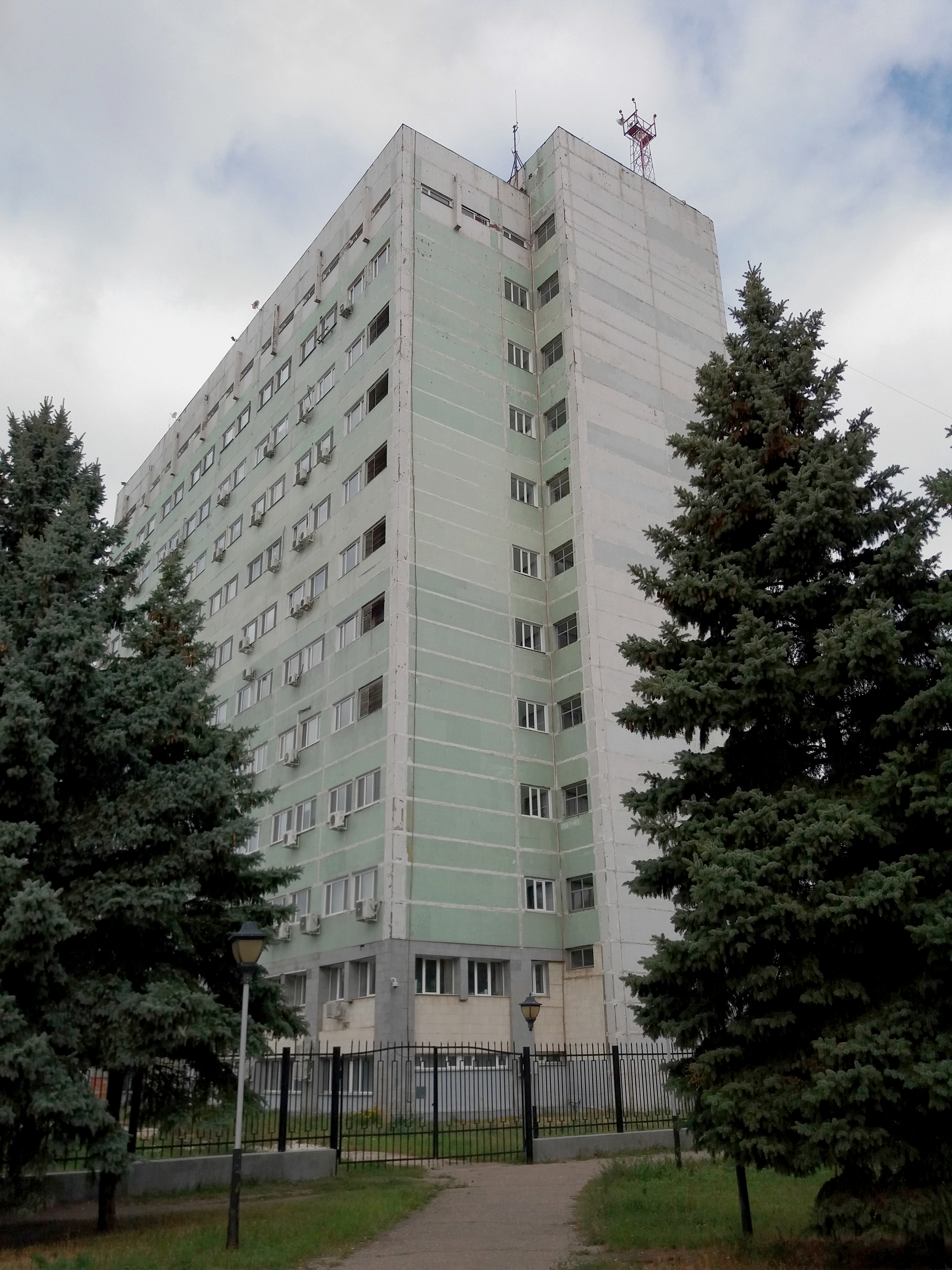
Производственное здание НПО «Марс».
Административное здание АО «Комета».
Проходная завода АО «Комета».
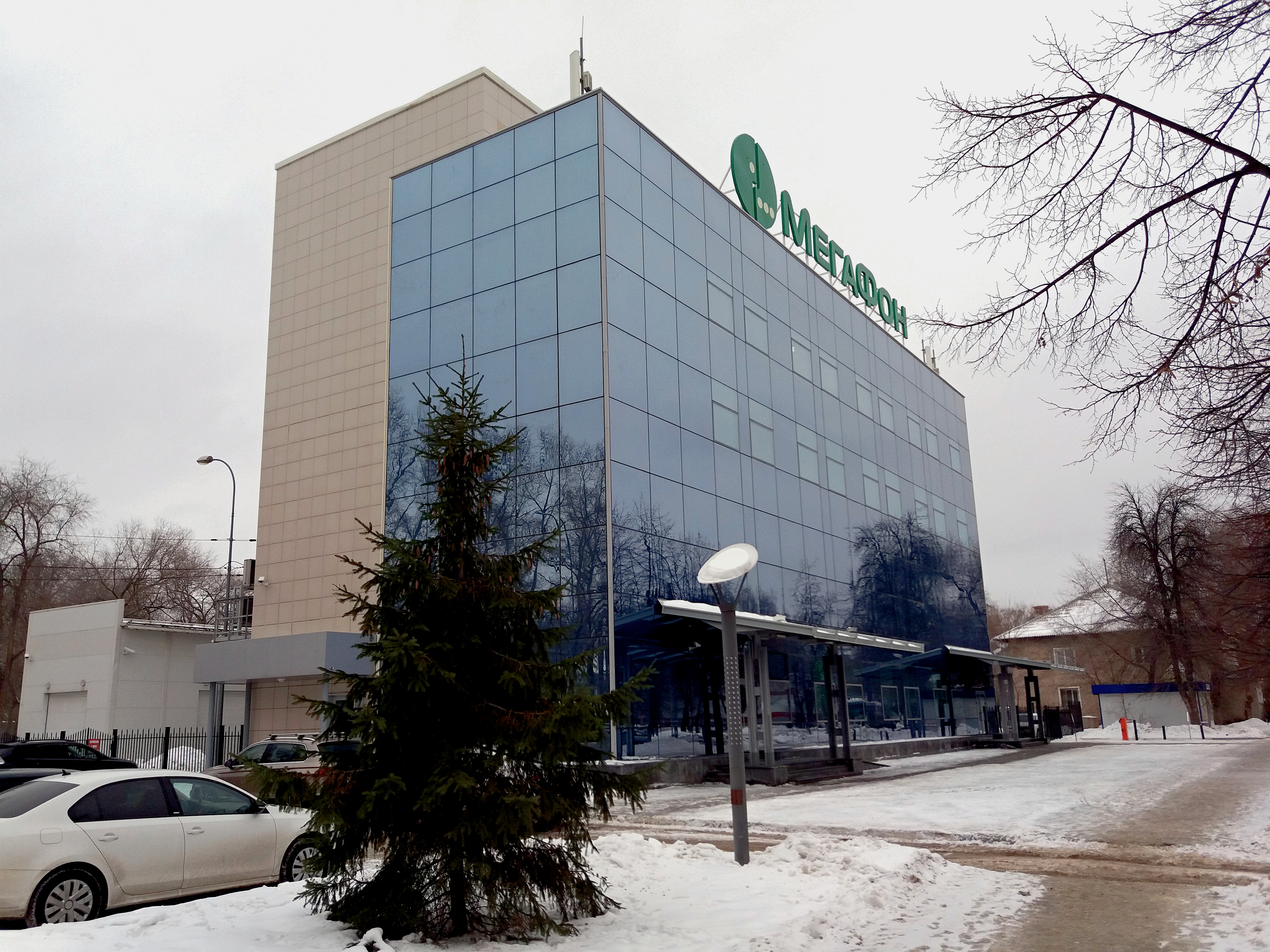
Бывшее здание магазина "Колобок", ныне офис Мегафон-Поволжье.

## Образование
- Ульяновский педагогический колледж № 4
- Ульяновское гвардейское суворовское военное училище
- Школа № 14
- Спецшкола № 19
- Школа № 22
- Школа № 42
- Гимназия № 44[47]
- Гимназия № 59
- Школа № 74[48]

Дополнительное образование
- Детская школа искусств им. М. А. Балакирева (ул. Тельмана, 16);
- МБУ Симбирцит — «Юниор» детский подростковый клуб (ул. Тельмана, 20)[49];

Средняя школа № 74.
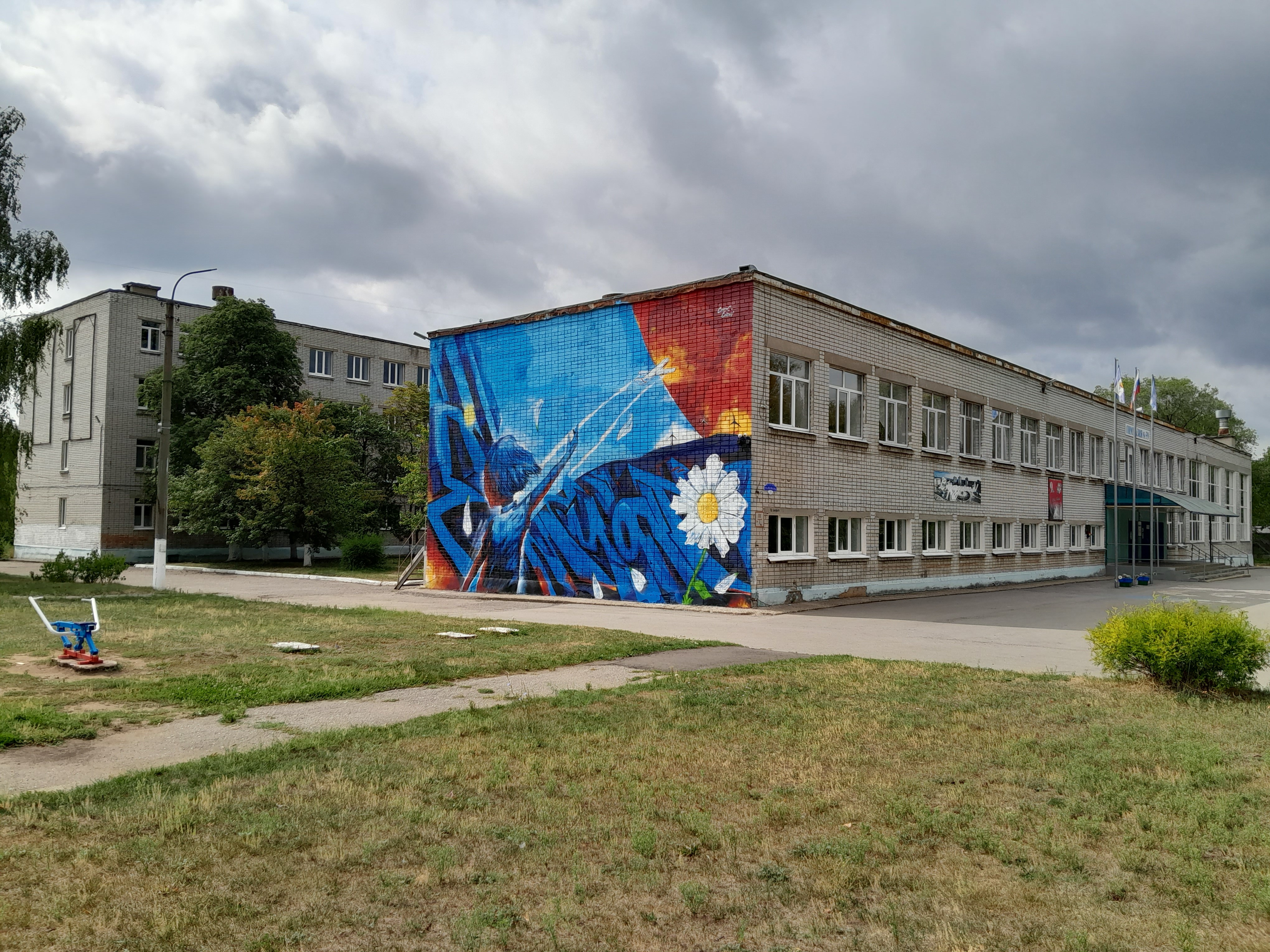
Гимназия № 59.
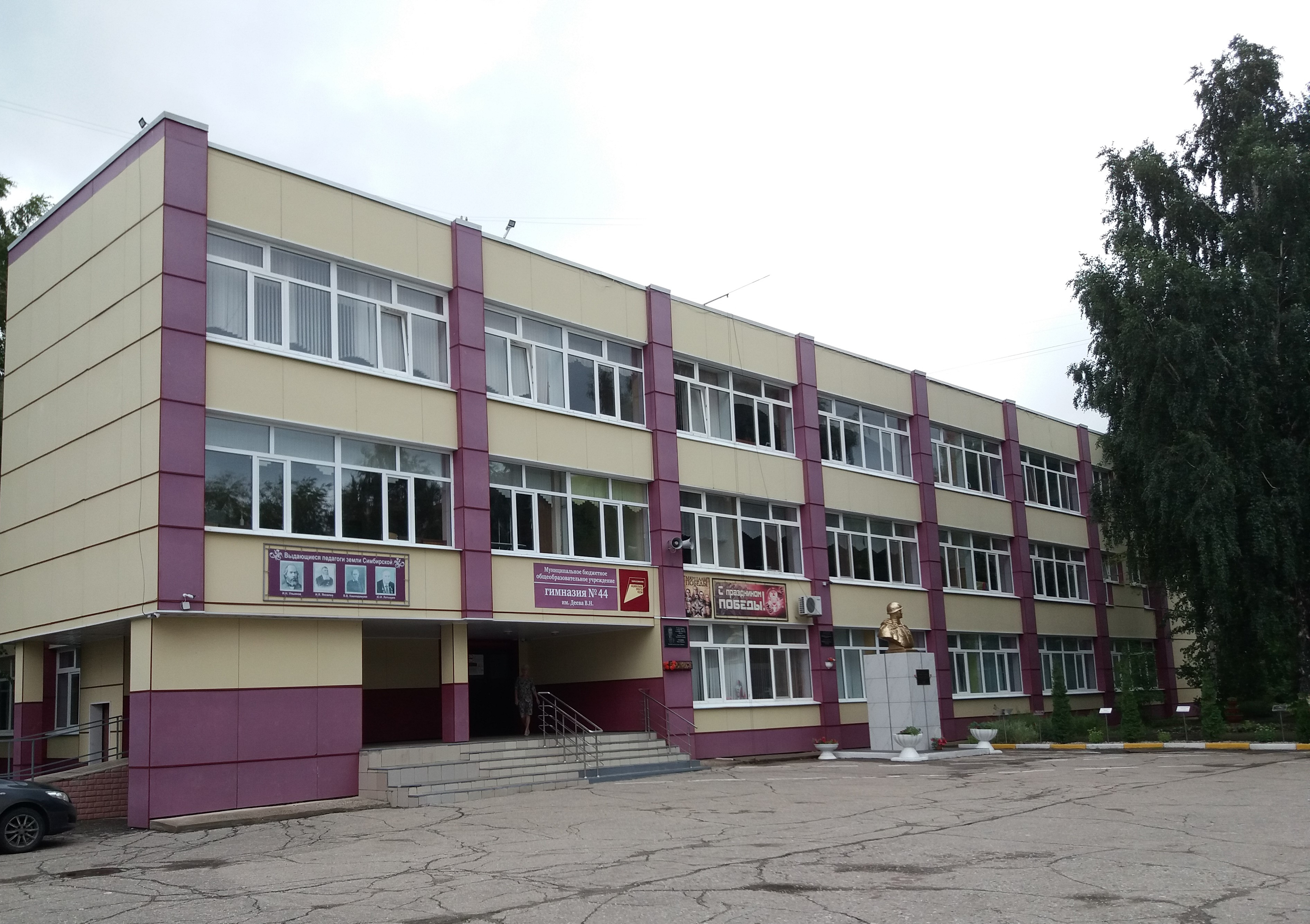
Гимназия № 44.
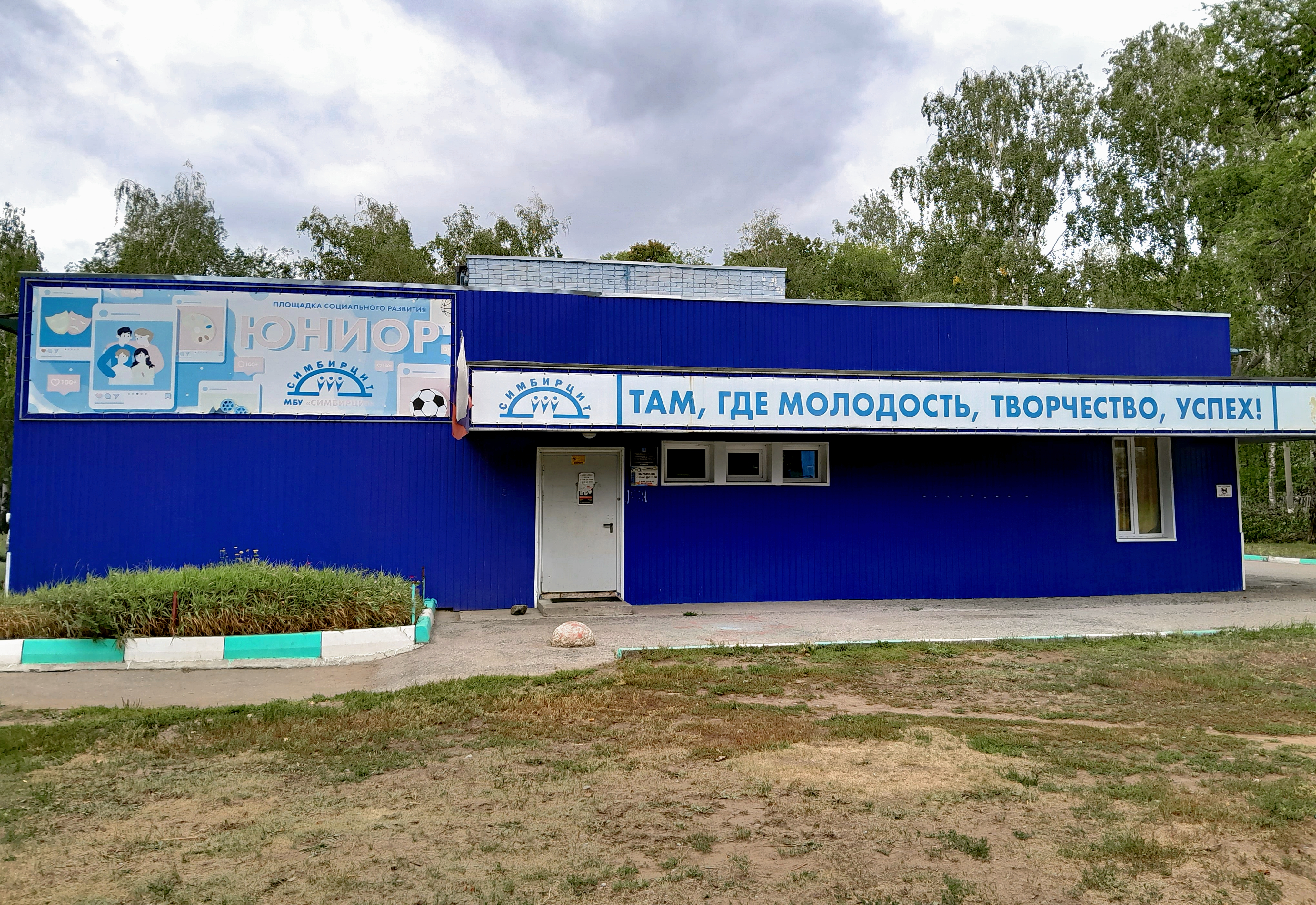
Детский подростковый клуб «Юниор».
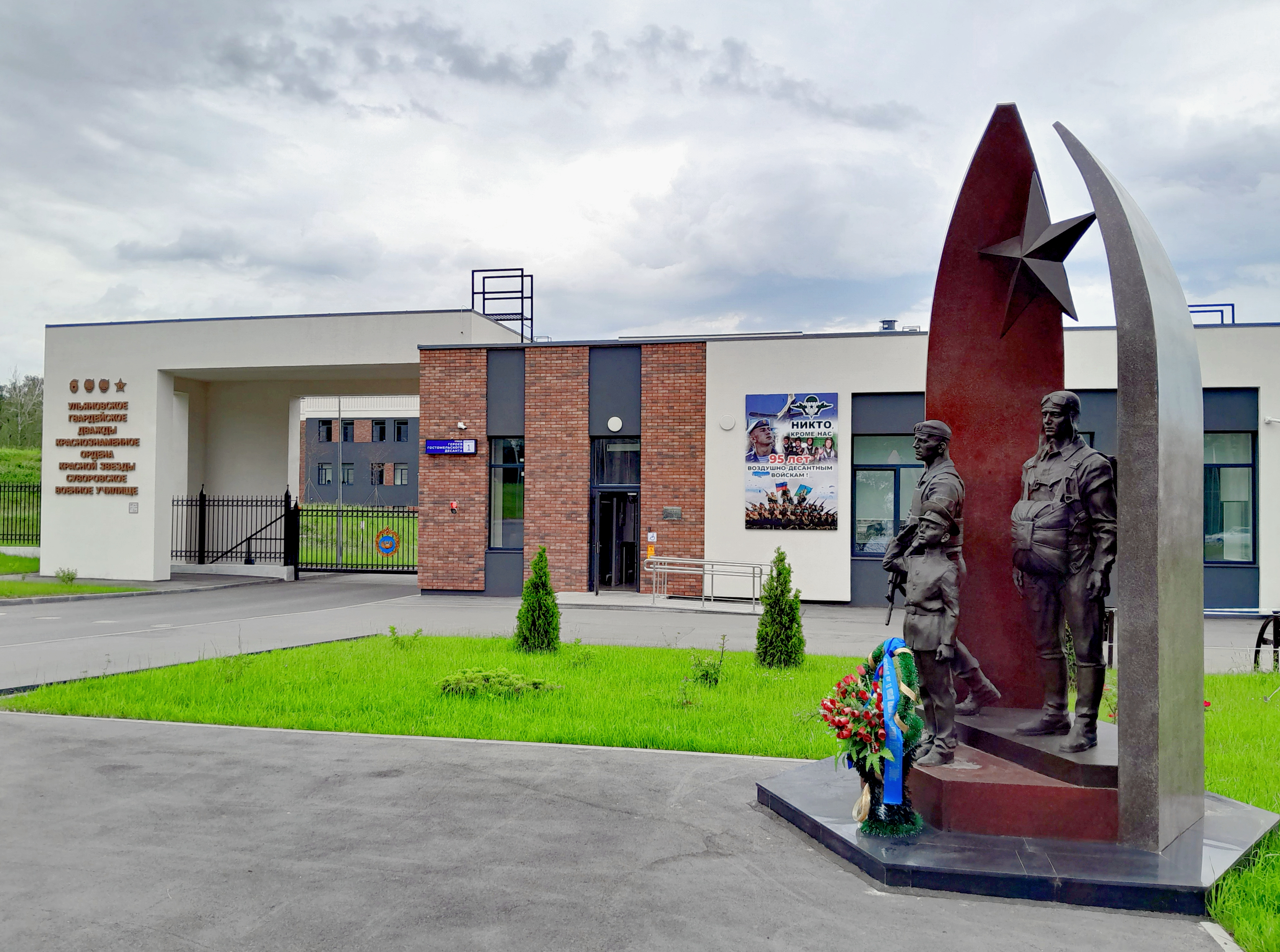
КПП Ульяновского ГСВУ.
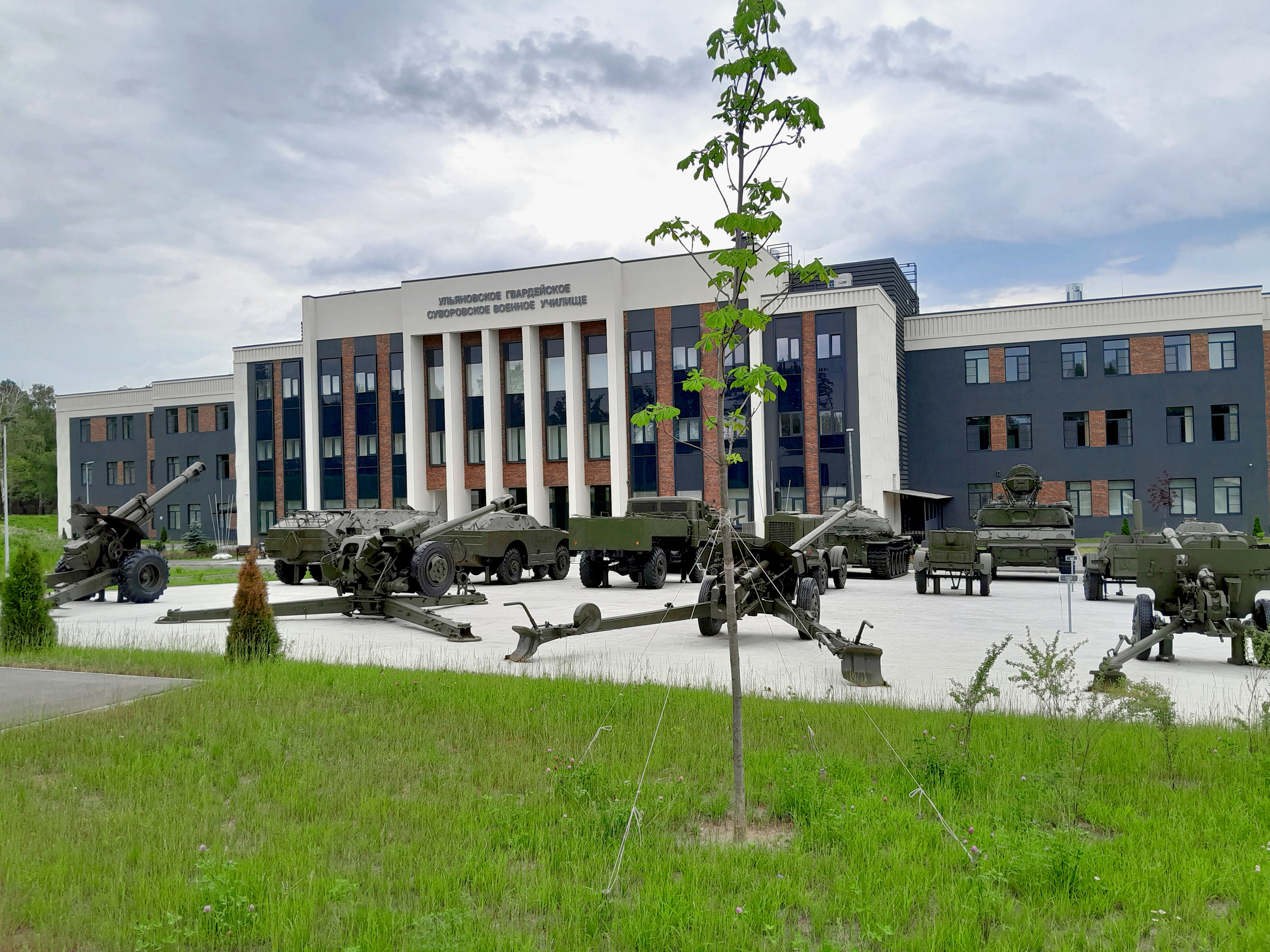
Ульяновское ГСВУ.
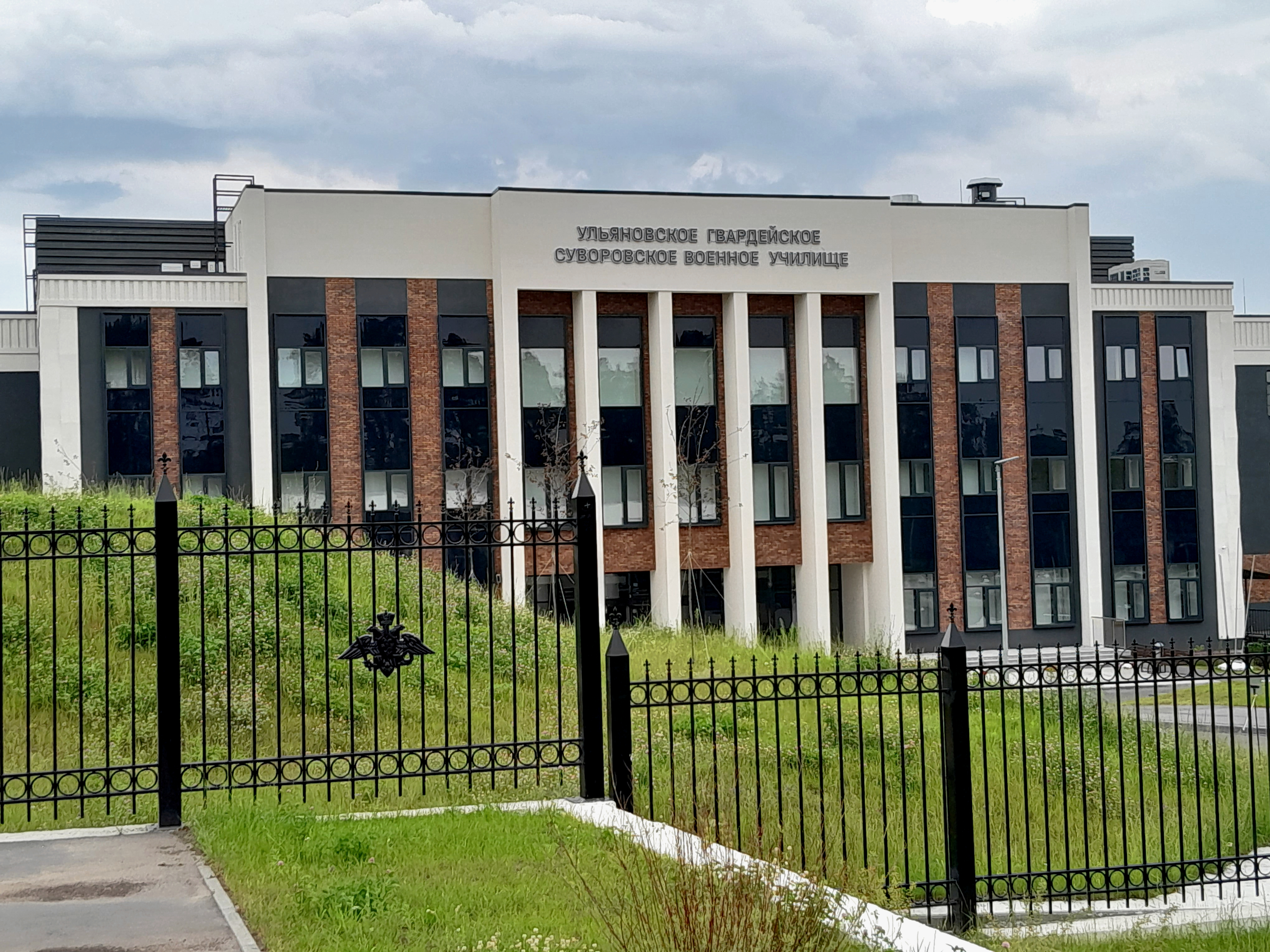
Ульяновское ГСВУ.
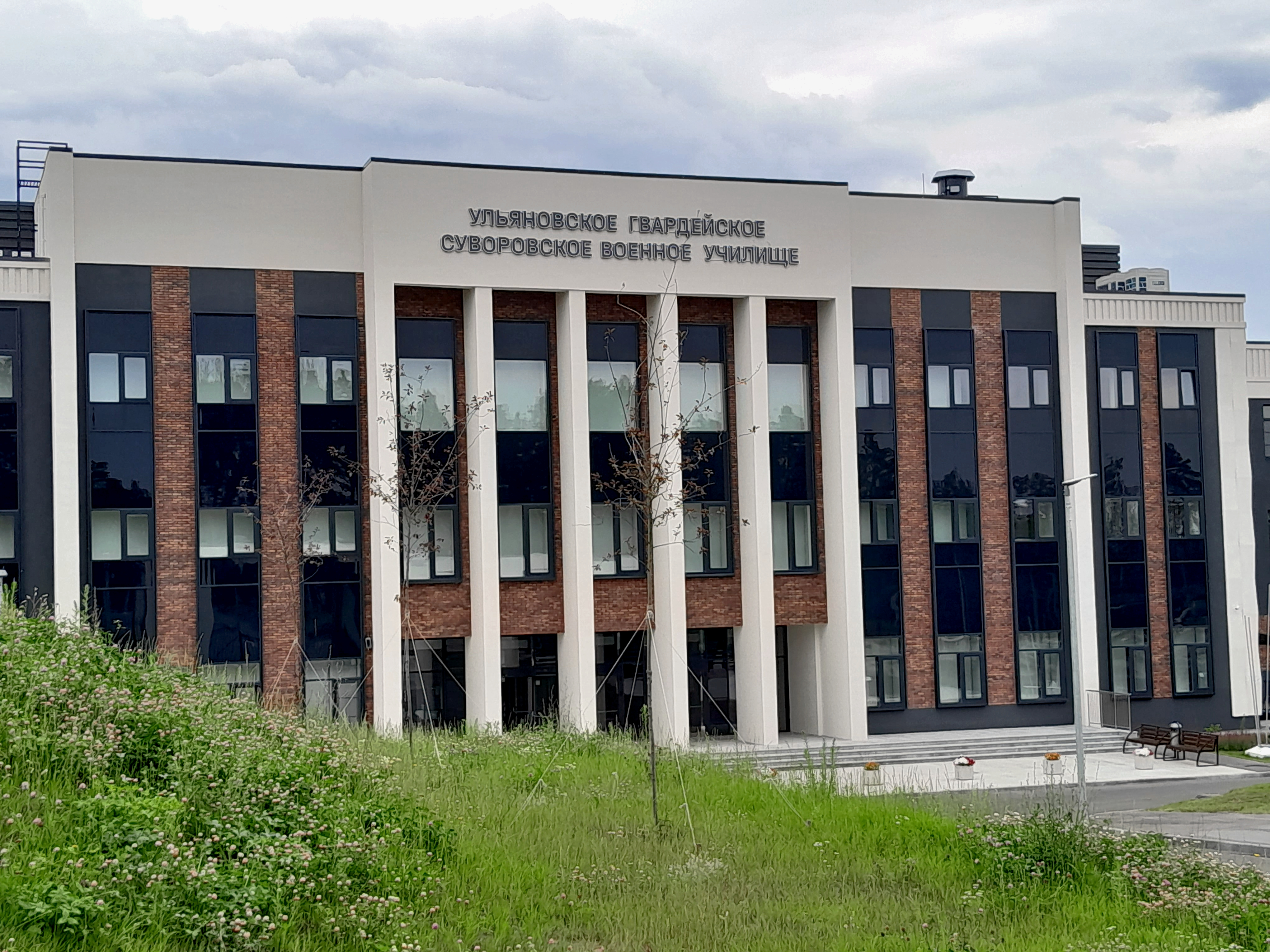
Ульяновское ГСВУ.
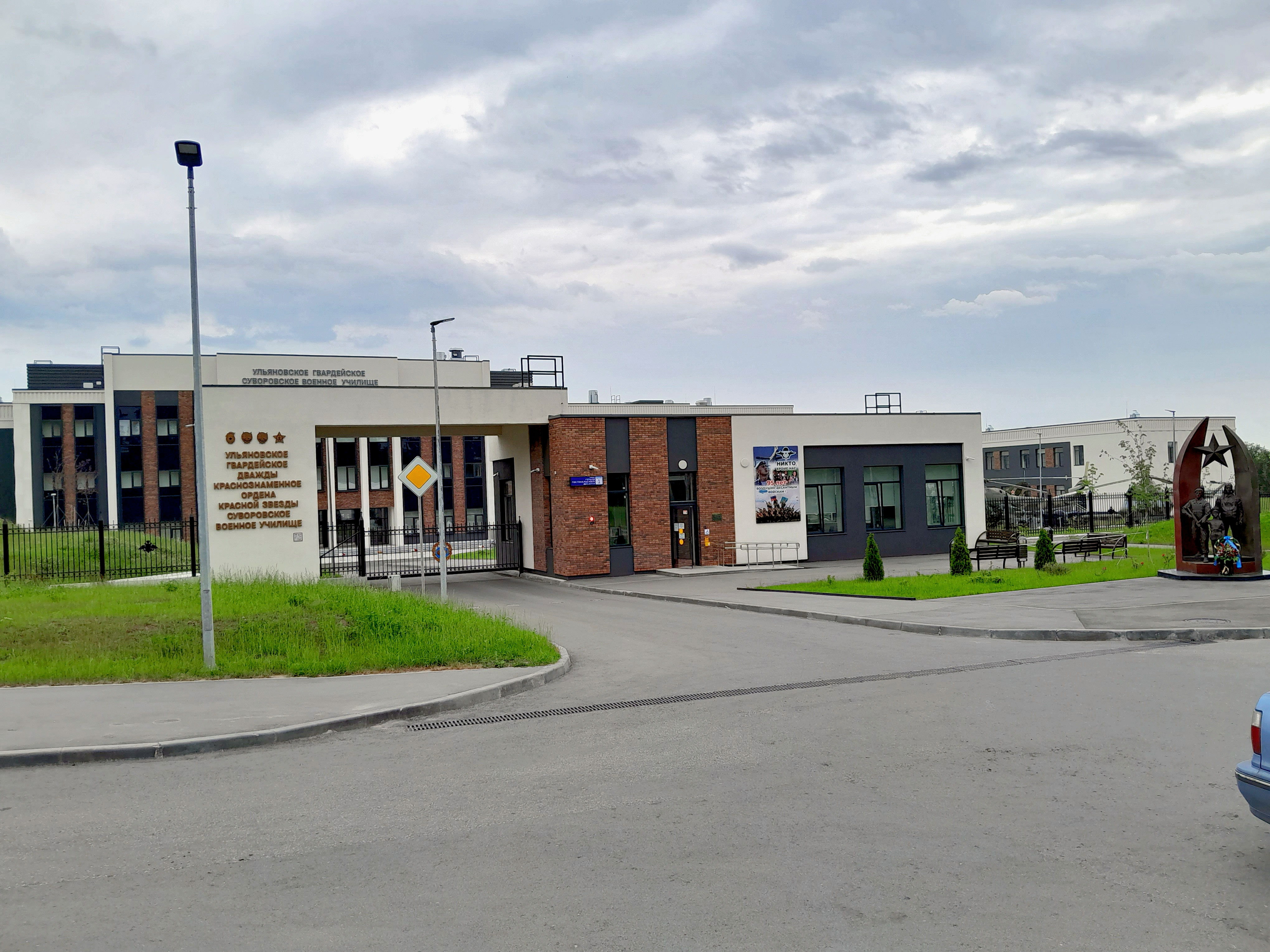
Ульяновское ГСВУ.

## Культура

### Памятники

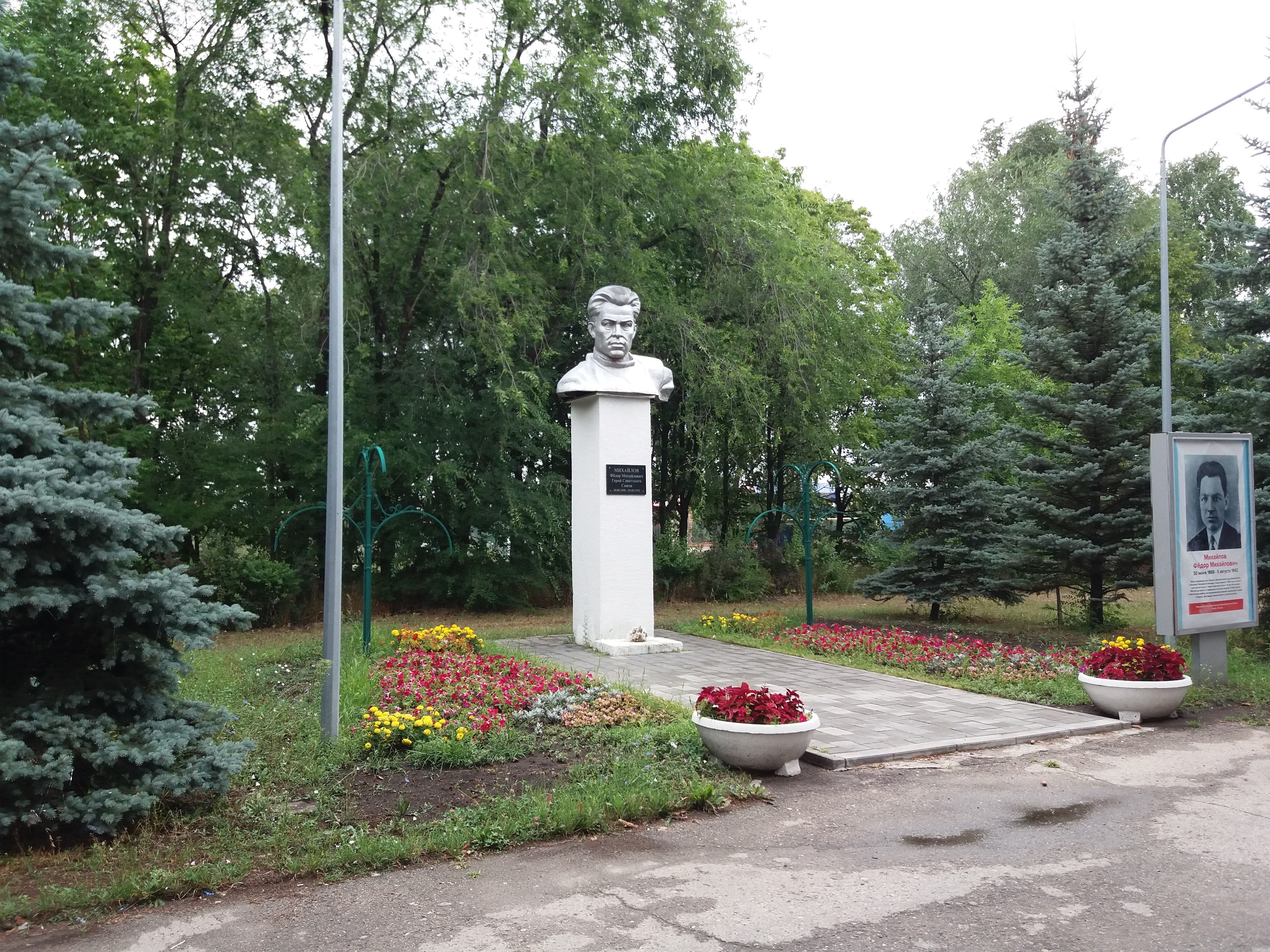
Памятник врачу Михайлову Ф. М.

- Памятник В. Дееву.Памятник врачу Михайлову Ф. М.Памятник Дееву В. Н. (1958, Н. Т., в 1985 г. перенесён к Гимназии № 44);

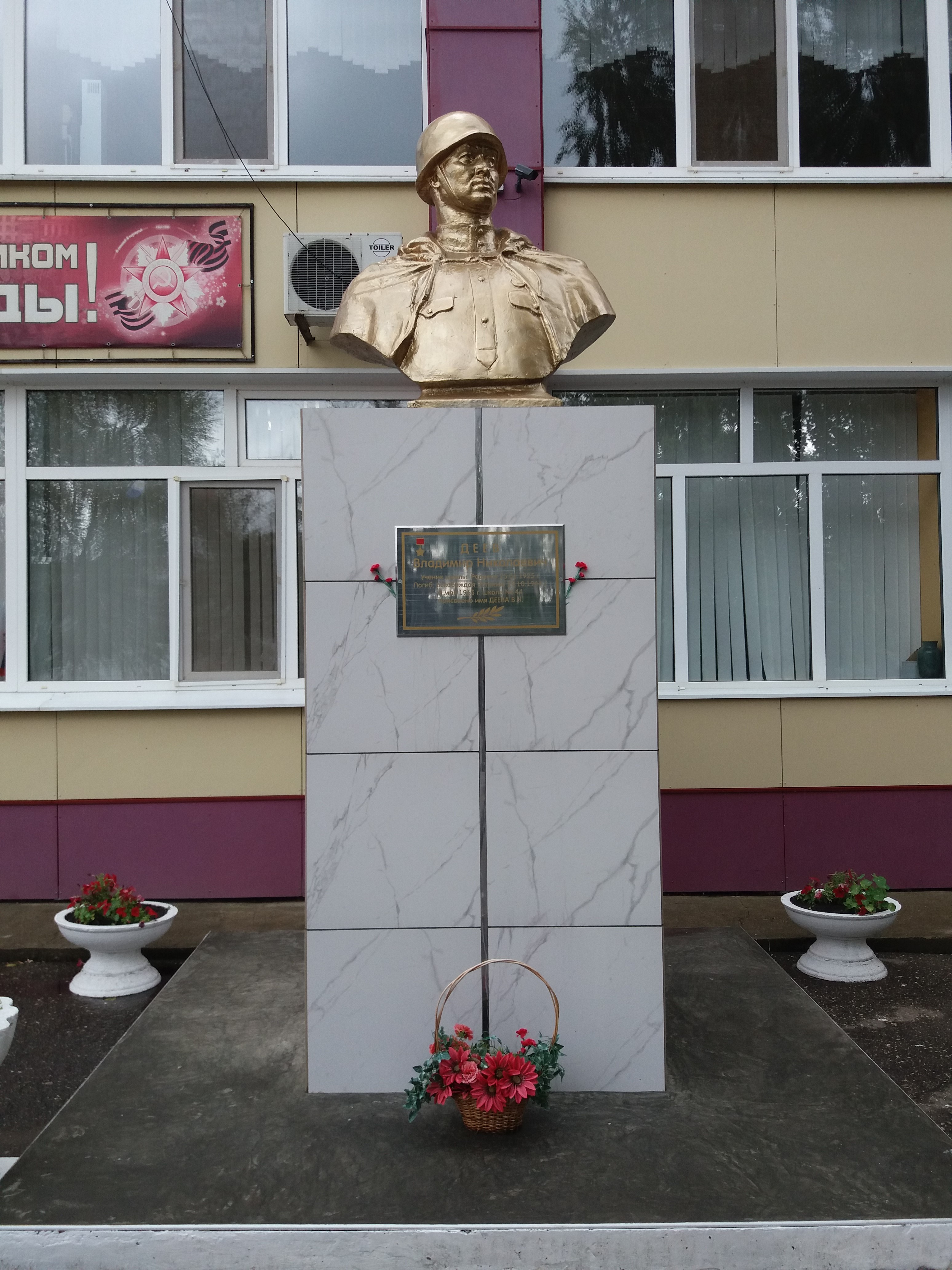
Памятник В. Дееву.

- Памятник Михайлову Ф. М. (ул. Вр. Михайлова);
- Памятный знак о героическом труде арсенальцев в годы войны (1970);
- В связи с 40-летием Победы Советского народа в ВОВ (1985), на территории Арсенала № 31, был возведён обелиск;
- В честь 300-летия Российского флота (19.10.1996 г.), на территории Арсенала № 31, был установлен бюст — Петру I (ск-ры А. И. и О. А. Клюевы);
- Монумент «40 лет ВЛКСМ» (у входа в парк 40-летия ВЛКСМ);
- Скульптура «Василия» (ск-р Тернер, США, 2010);
- Скульптура «Контрасты» (ск-р Пьер Карам, Ливан, 2010);
- Скульптура «Русалка» (ск-р Петер Стажкоски, Германия, 2010);
- Скульптура «Зеркало Нарцисса» (ск-р В. Ростас, Венгрия, 2009);
- Памятник «Павшим и живым землякам — участникам войн» (2023, ул. Димитрова, 16)[50];

Памятный знак о героическом труде арсенальцев в годы войны.
Обелиск морякам.
Памятник морякам.
Монумент "Ульяновск - «Город трудовой доблести»".
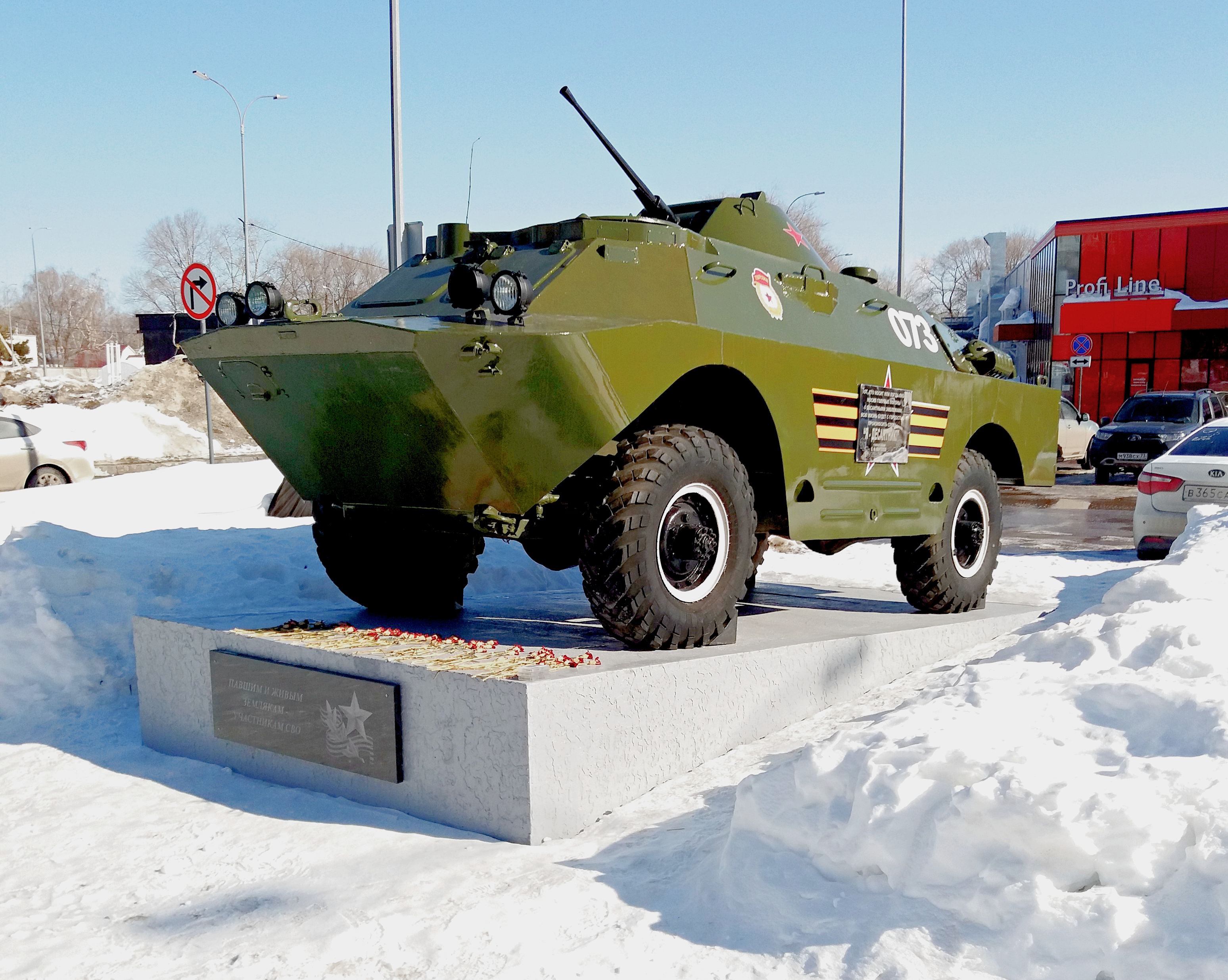
Памятник - Броневик.
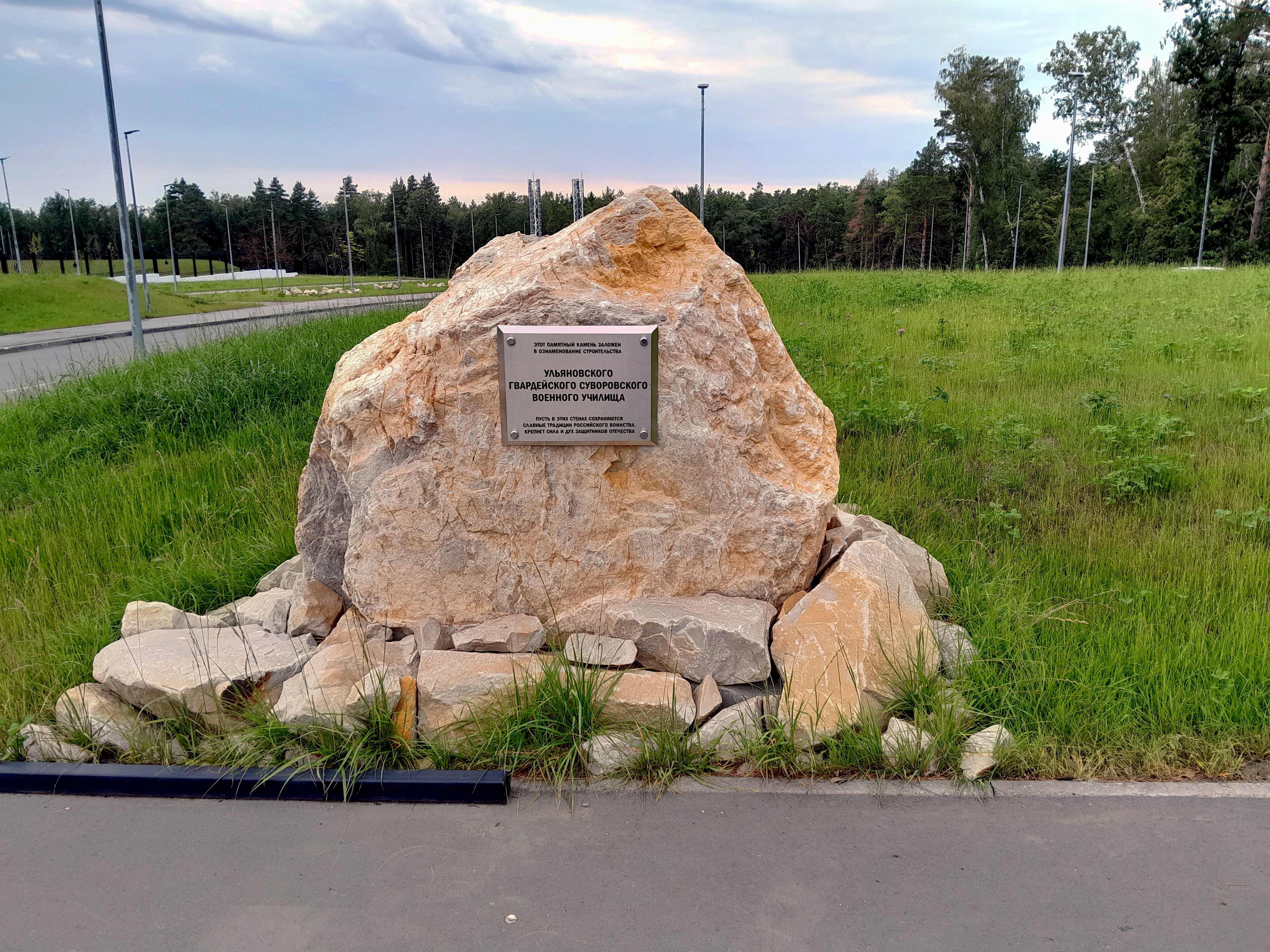
Ульяновское ГСВУ.
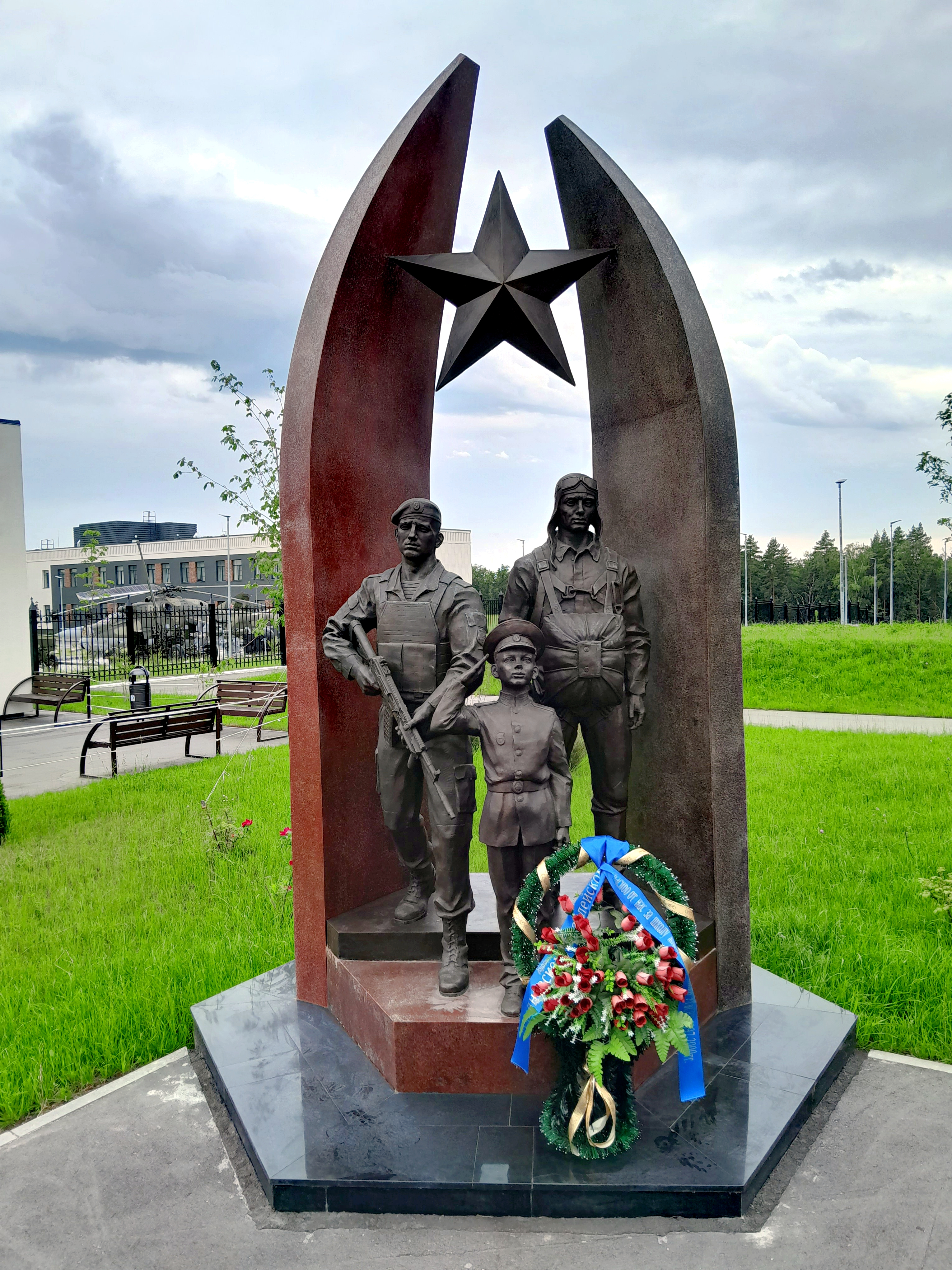
Ульяновское ГСВУ.

### Мозаичноепанно

Детсад № 110 «Мальвина» — мозаичное панно «Буратино».
Детсад № 160 — мозаичное панно «Буратино».

### Муралы
В 2023 году в Ульяновске прошёл стрит-арт фестиваль CTRL+C/CTRL+V при поддержке Президентского фонда культурных инициатив, некоторые муралы были нарисованы на зданиях Верхней Террасы.

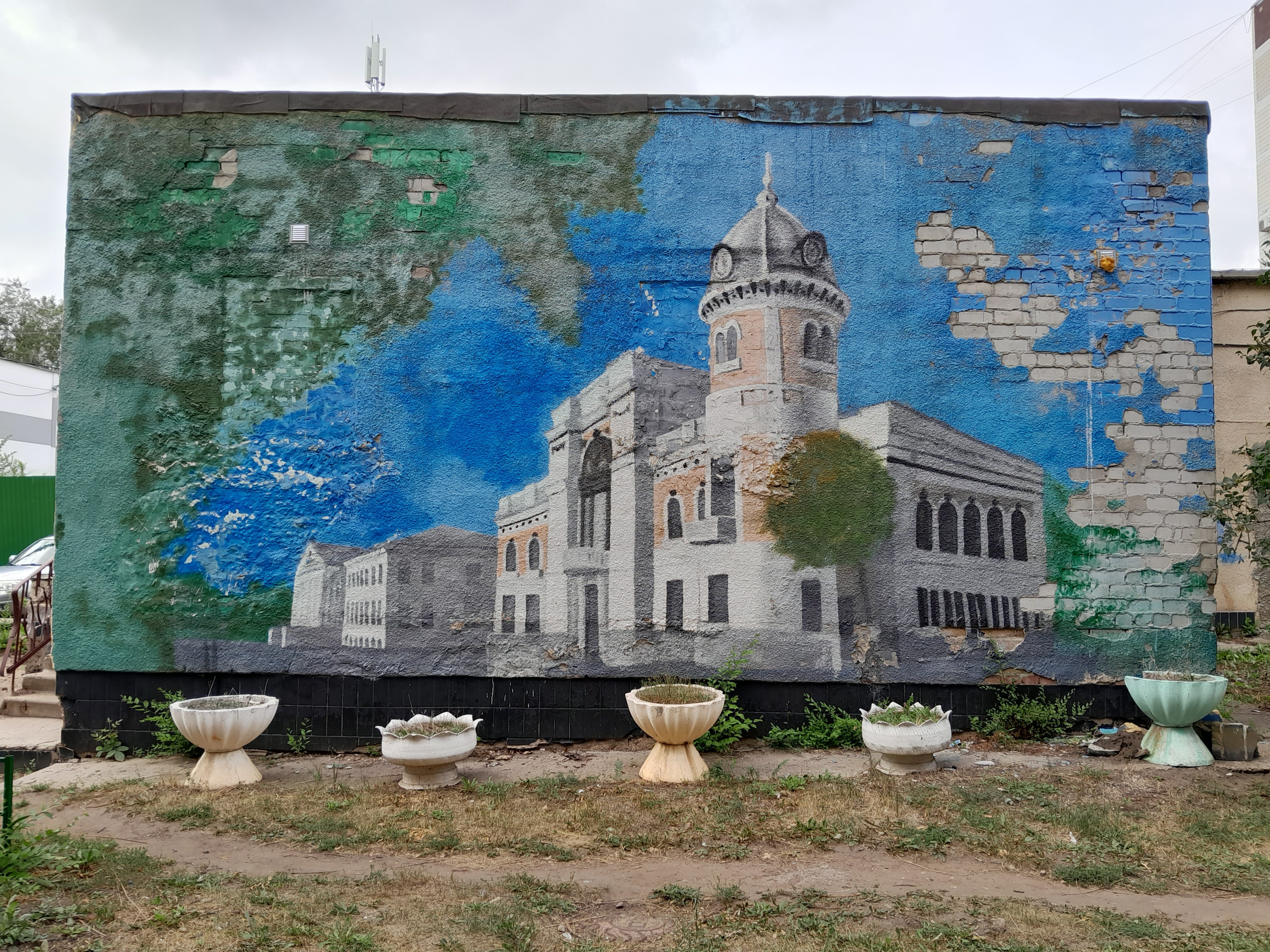
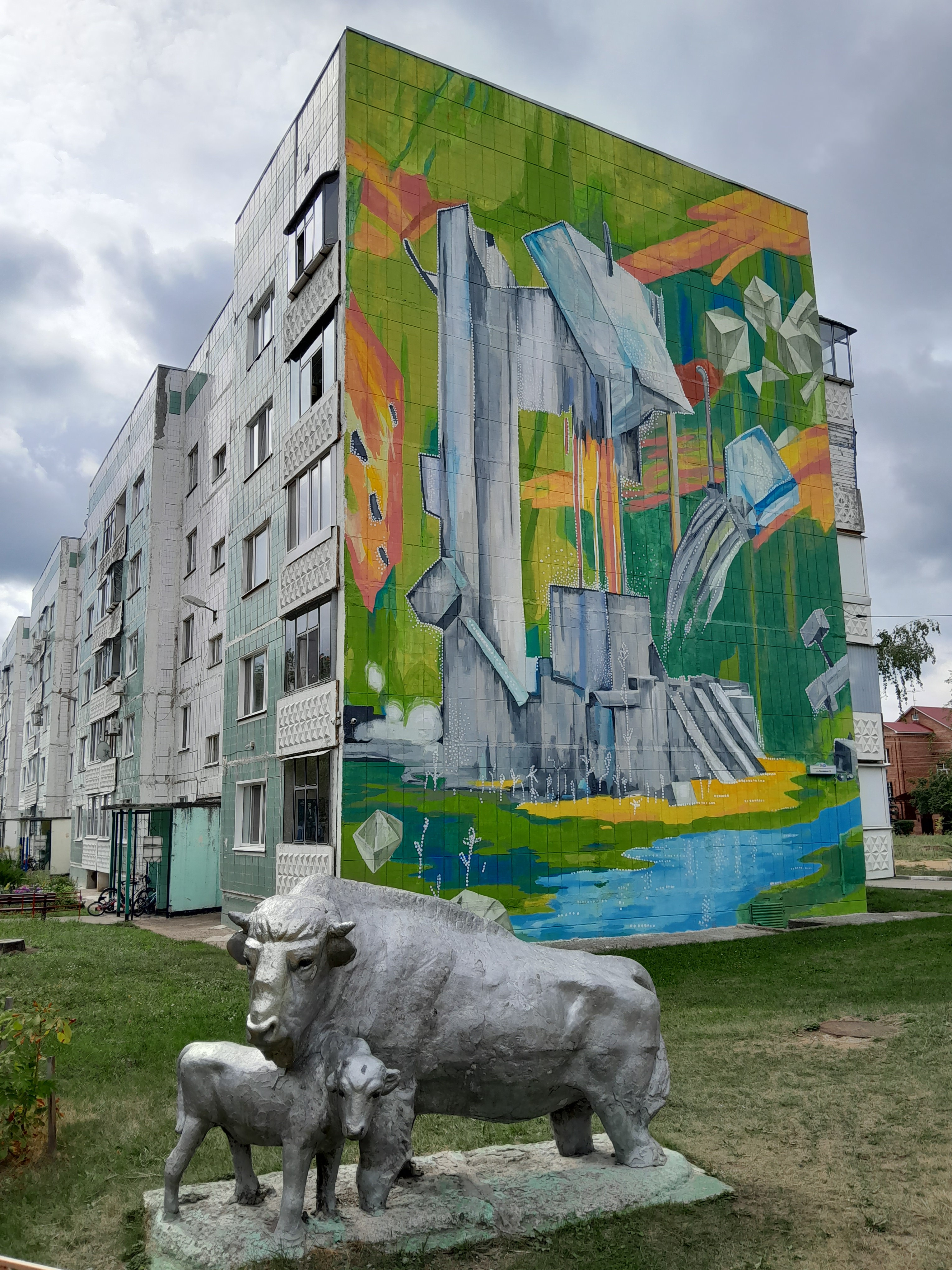
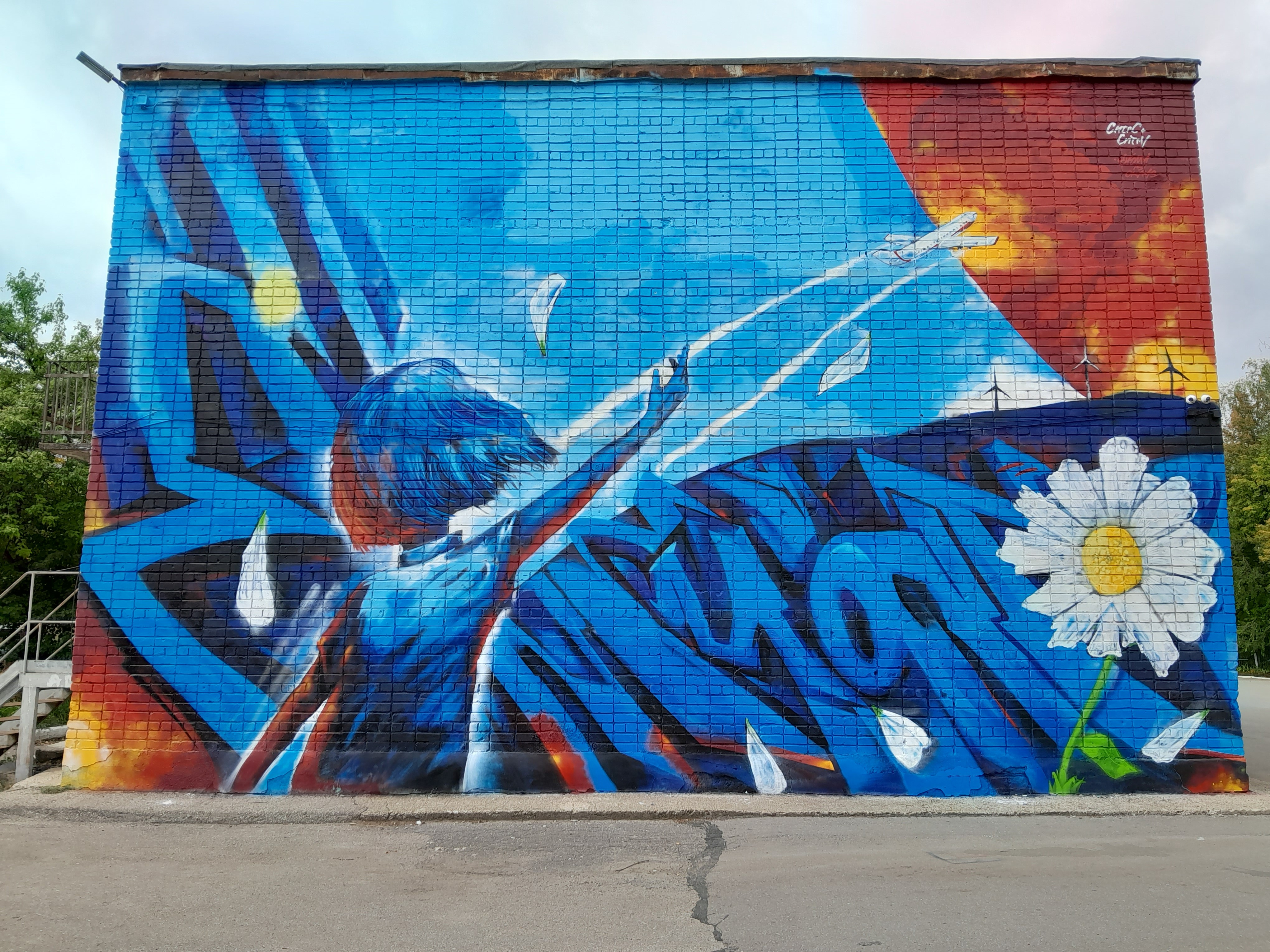

### Религия

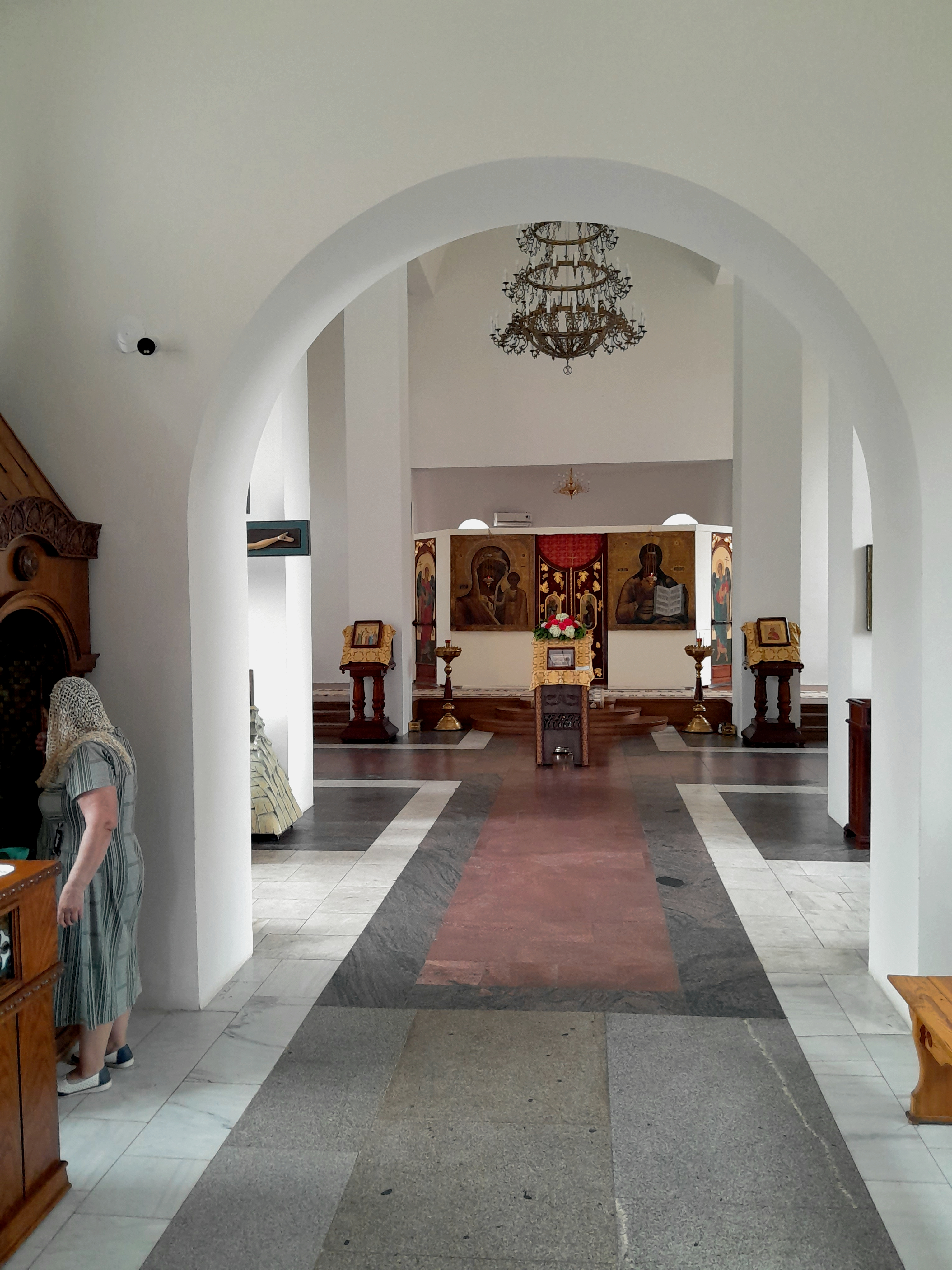
Во Владимировском храме.

- Церковь Св. Ольги (Владимировский храм).Владимировский храм.Колокольня Владимировский храм.Во Владимировском храме.Во Владимировском храме.Храм Святого Владимира (Храм Святого равноапостольного князя Владимира) (ул. Волжская)[53][54][55][56][57][58][59];

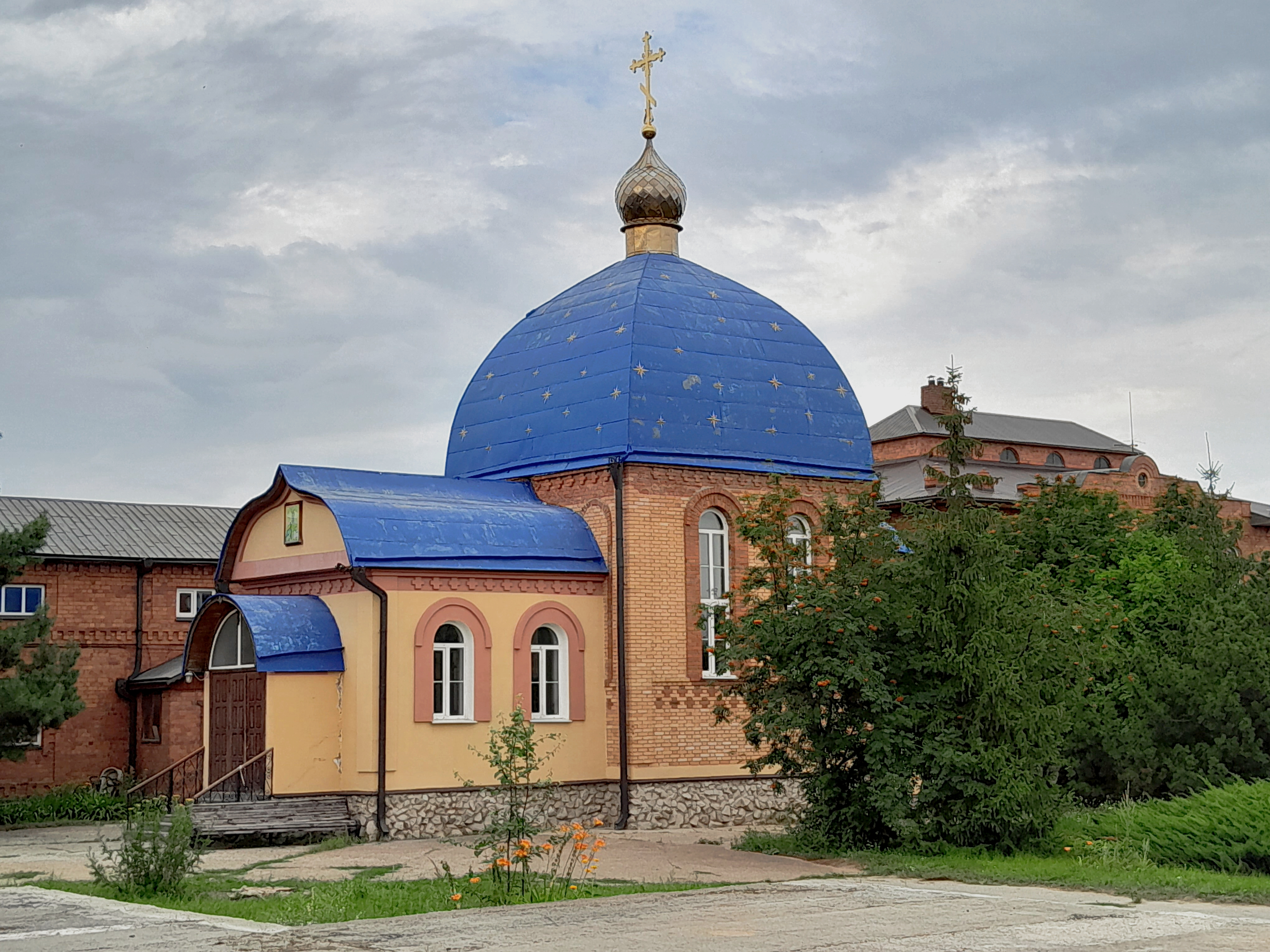
Церковь Св. Ольги (Владимировский храм).

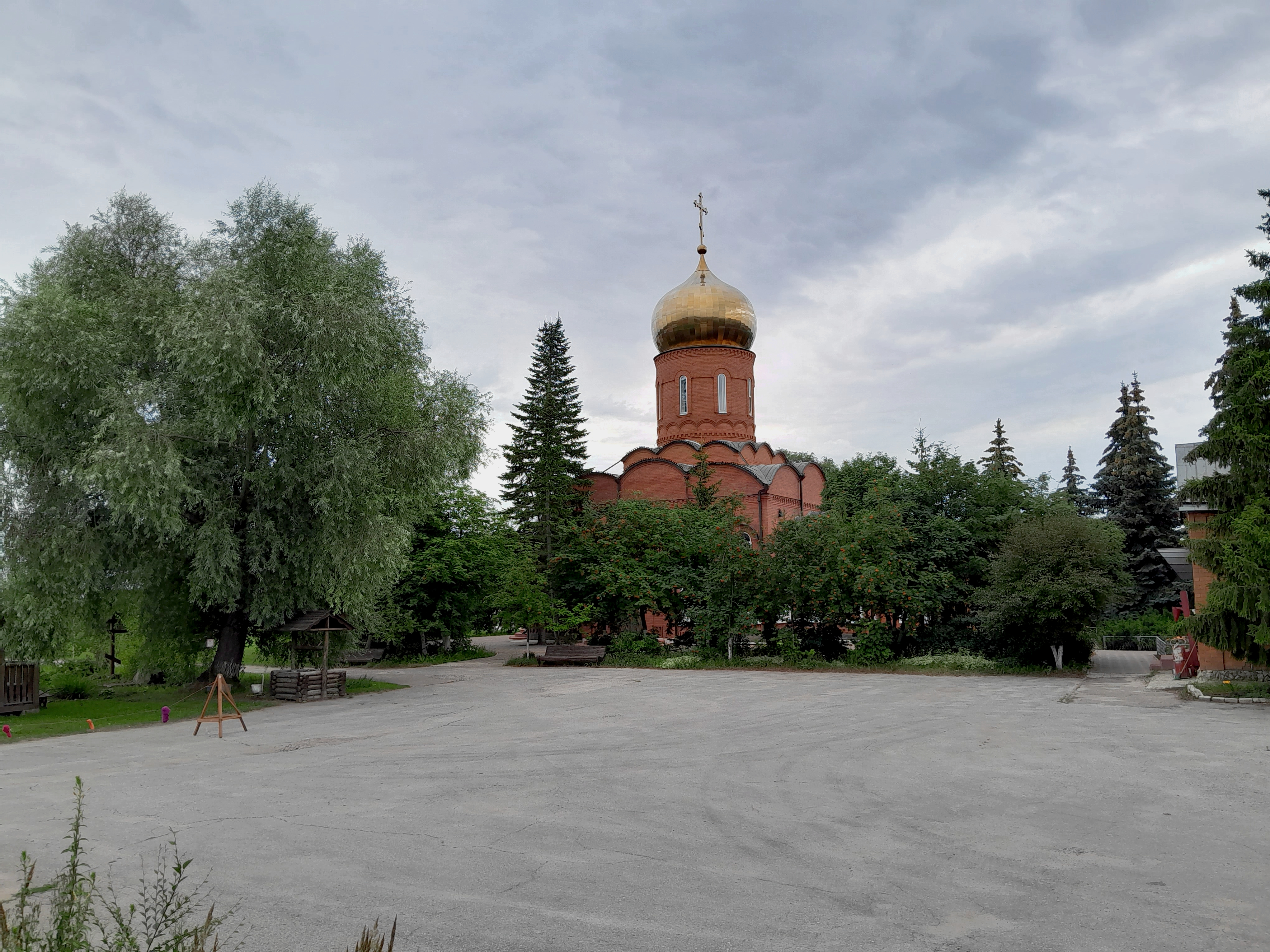
Владимировский храм.

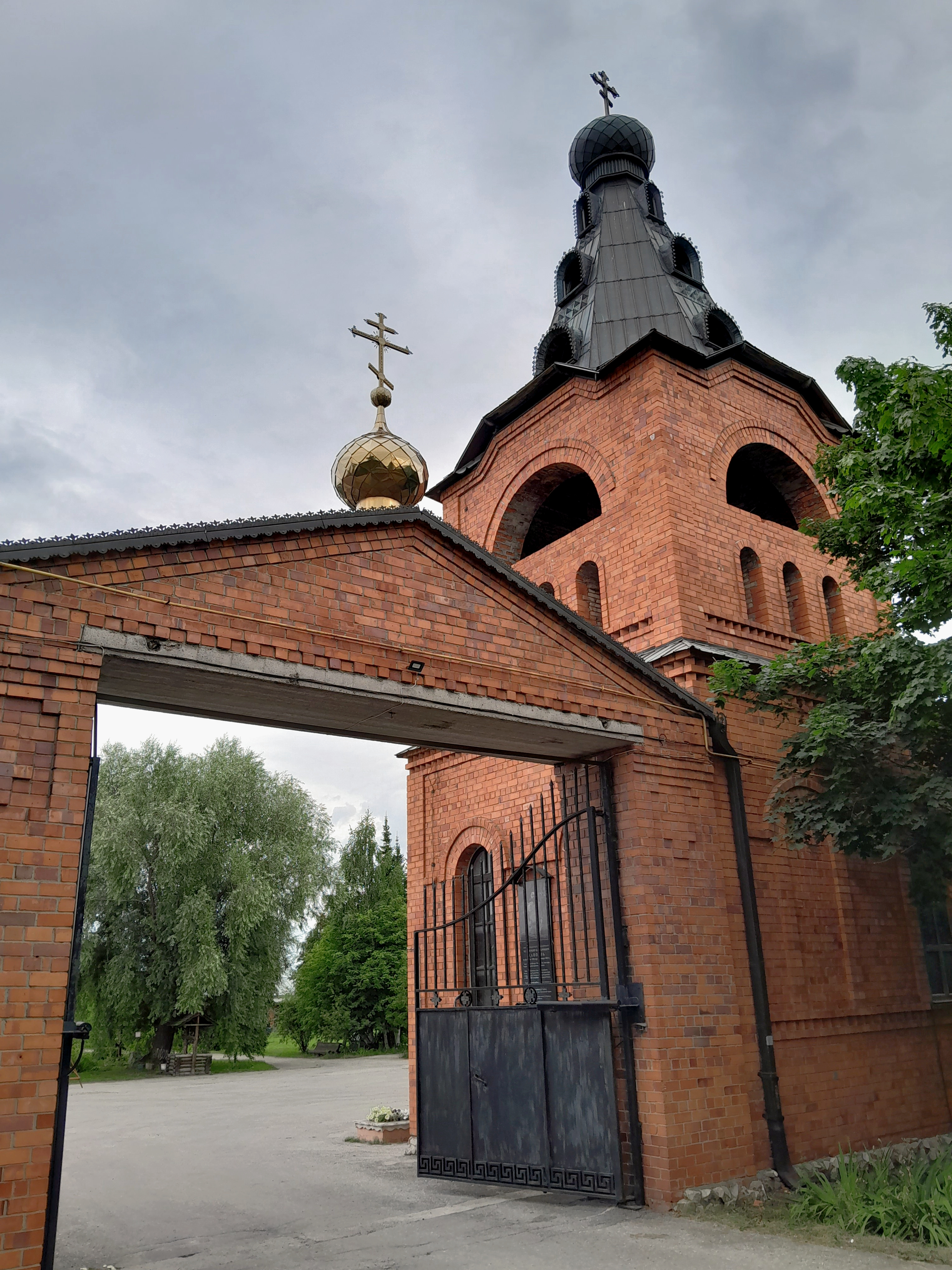
Колокольня Владимировский храм.

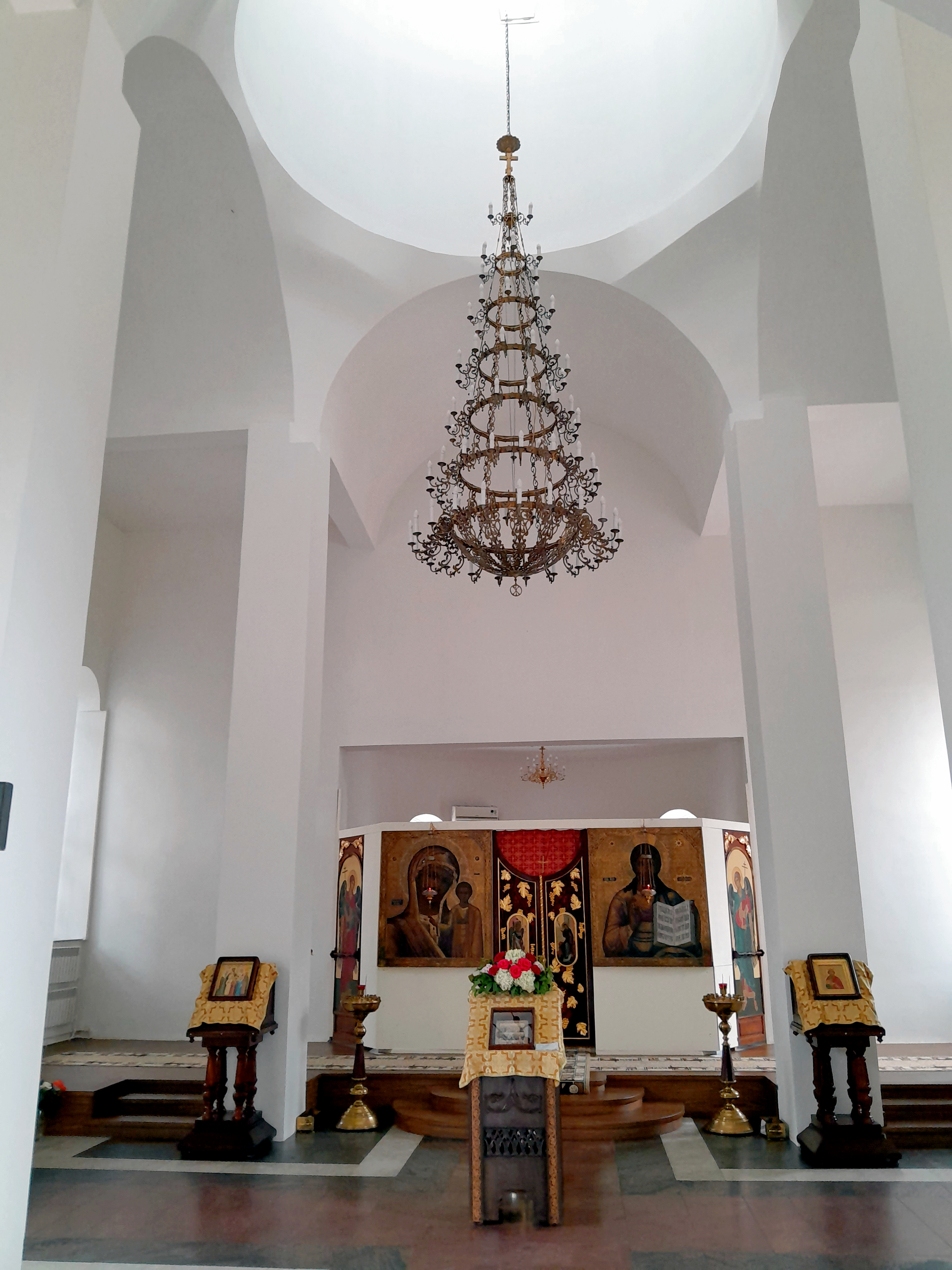
Во Владимировском храме.

- Церковь равноапостольной Ольги (ул. Волжская);
- Свято-Владимирское подворье женского монастыря Архангела Михаила с. Комаровка (ул. Волжская), с 2020 по 2023 год[60];
- Киро-Иоанновский храм (на территории ЦГКБ);
- Часовня Спаса Нерукотворного Образа (Димитровградское шоссе)[61][62];
- 26 июня 2009 года на территории 31-го арсенала ВМФ России был установлен памятный крест. По благословению архиепископа Симбирского и Мелекесского Прокла, по инициативе воинов-моряков Ульяновска, жителей военного городка, при содействии администрации Заволжского района на пожертвования верующих, неравнодушных к судьбе Российской армии и флота, на территории арсенала ВМФ в скором времени появится храм-памятник в честь адмирала Российского флота Фёдора Ушакова и в память о воинах-моряках, отдавших свои жизни за Россию[63][64].
- Мечеть «Мубарак» (Димитровградское шоссе);
- Медресе «Биляр» (ул. Оренбургская, 1б);

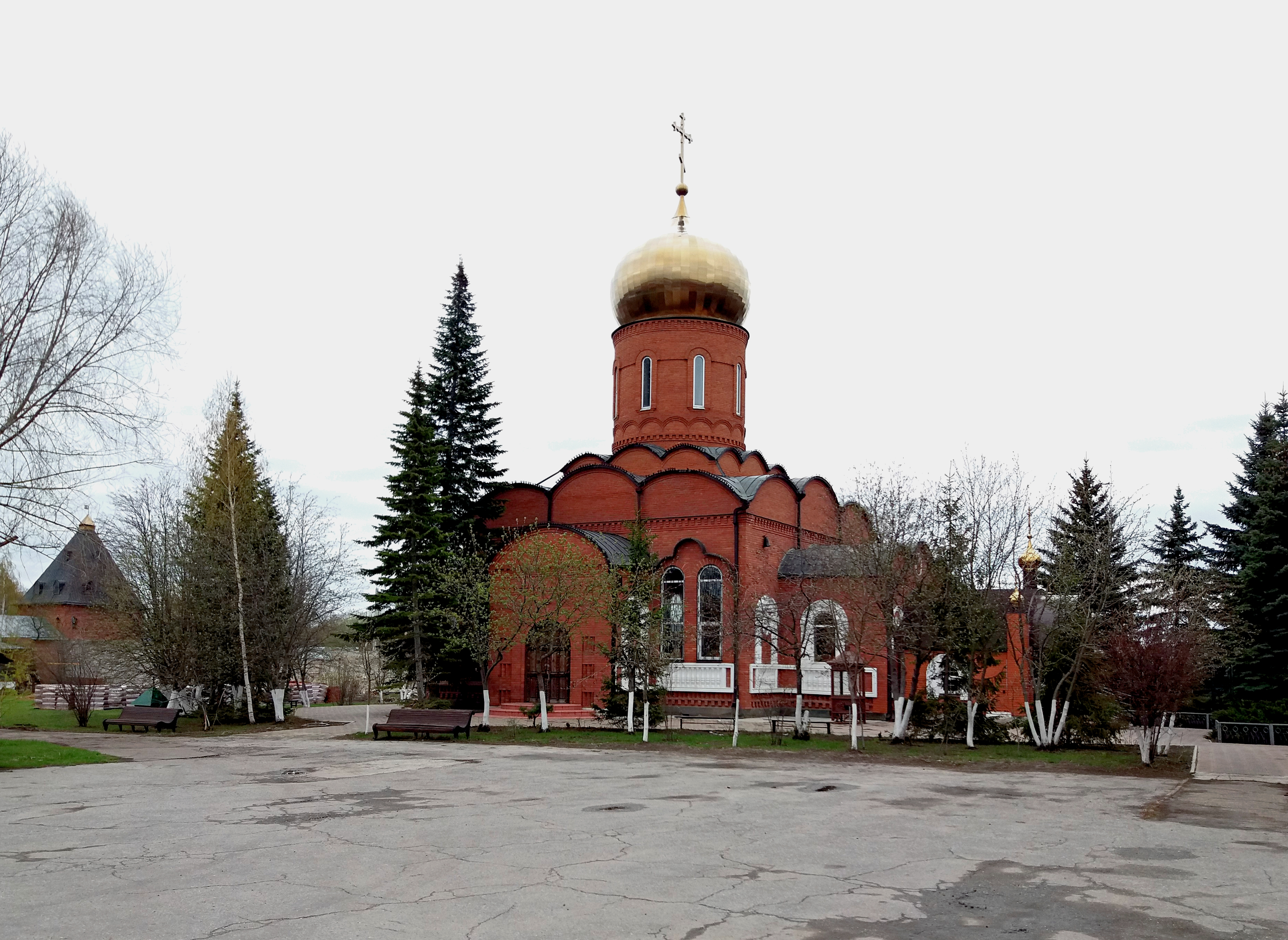
Храм Святого равноапостольного князя Владимира.
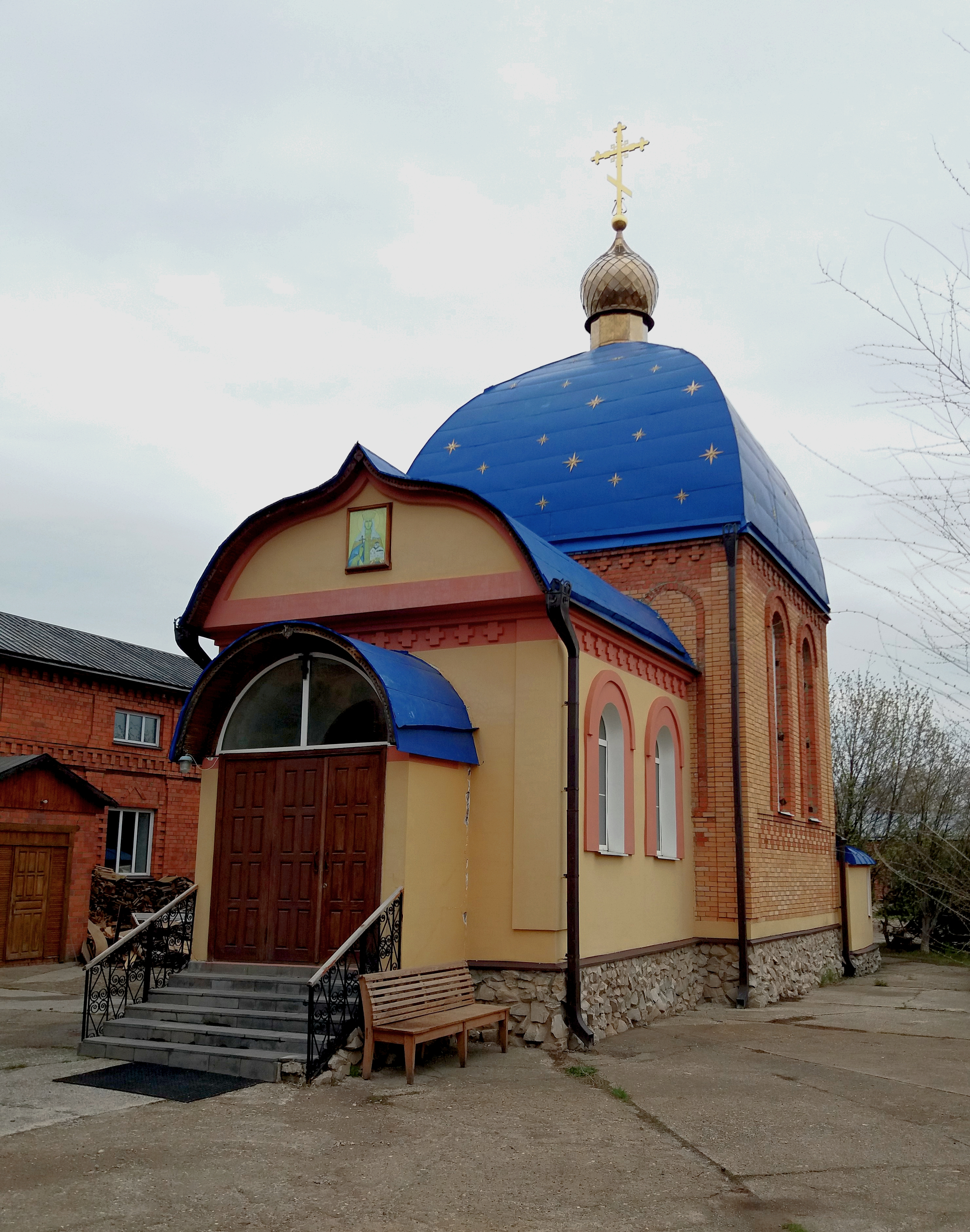
Церковь равноапостольной Ольги.
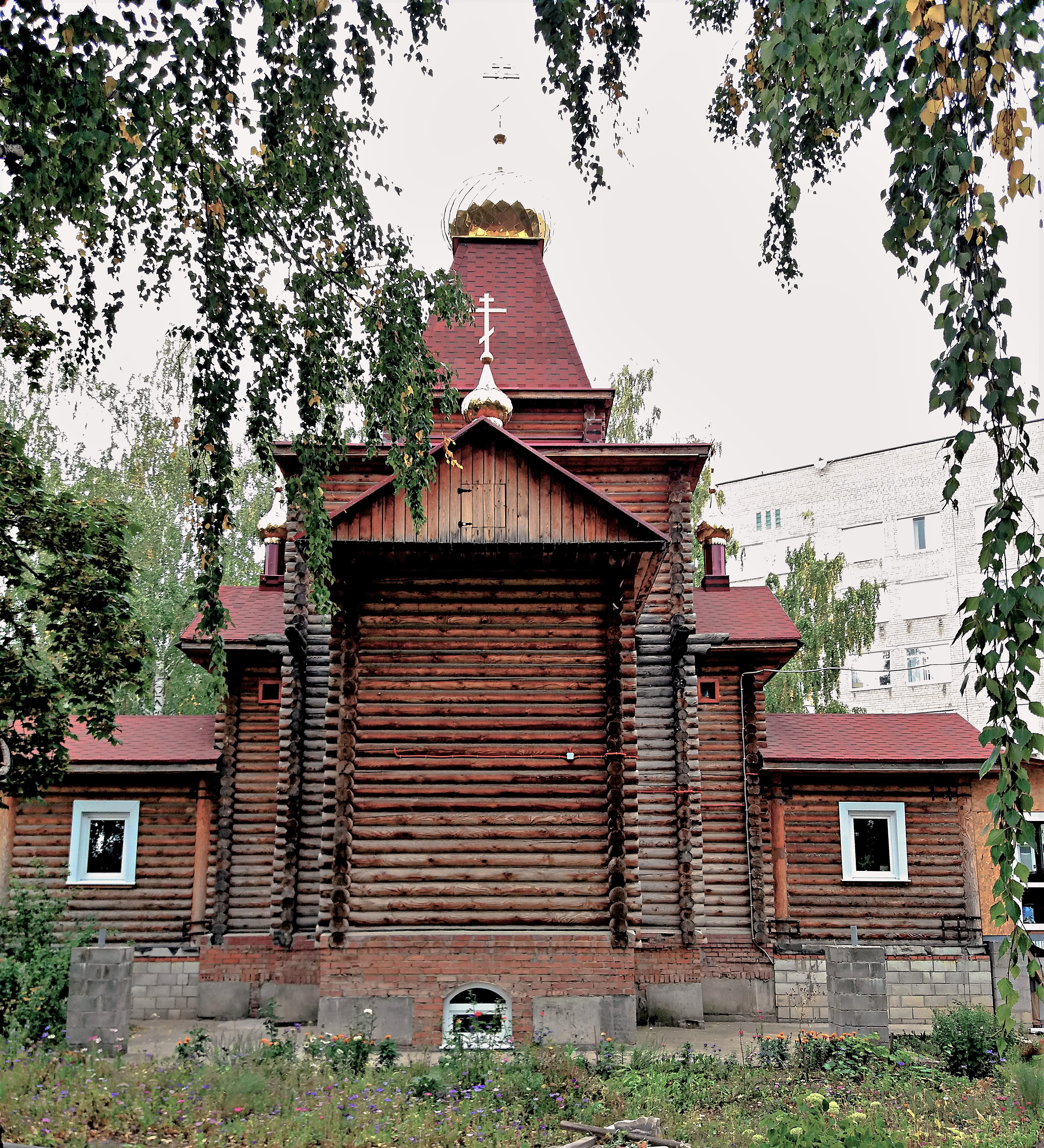
Киро-Иоанновский храм.
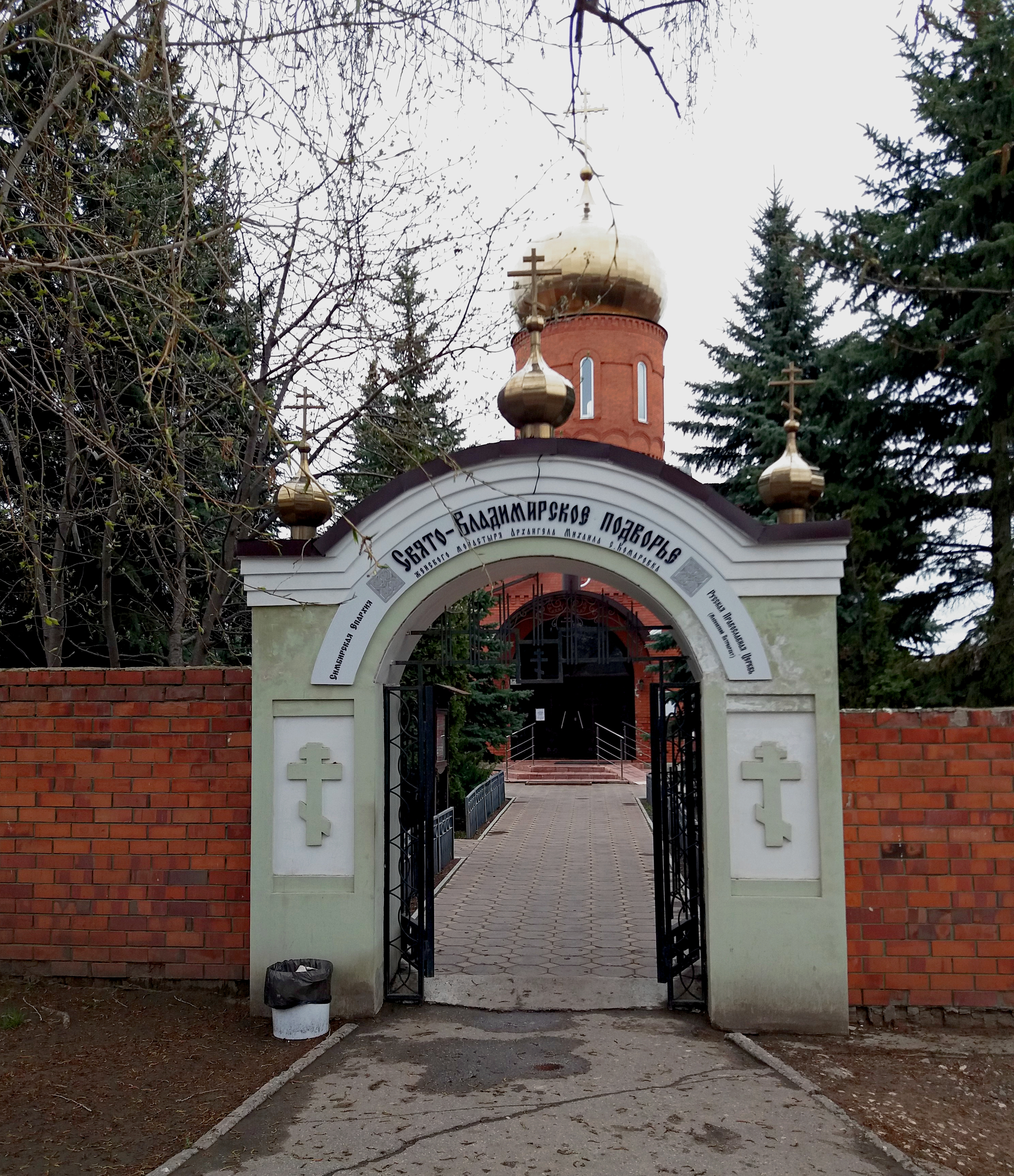
Владимирское подворье женского монастыря Архангела Михаила.
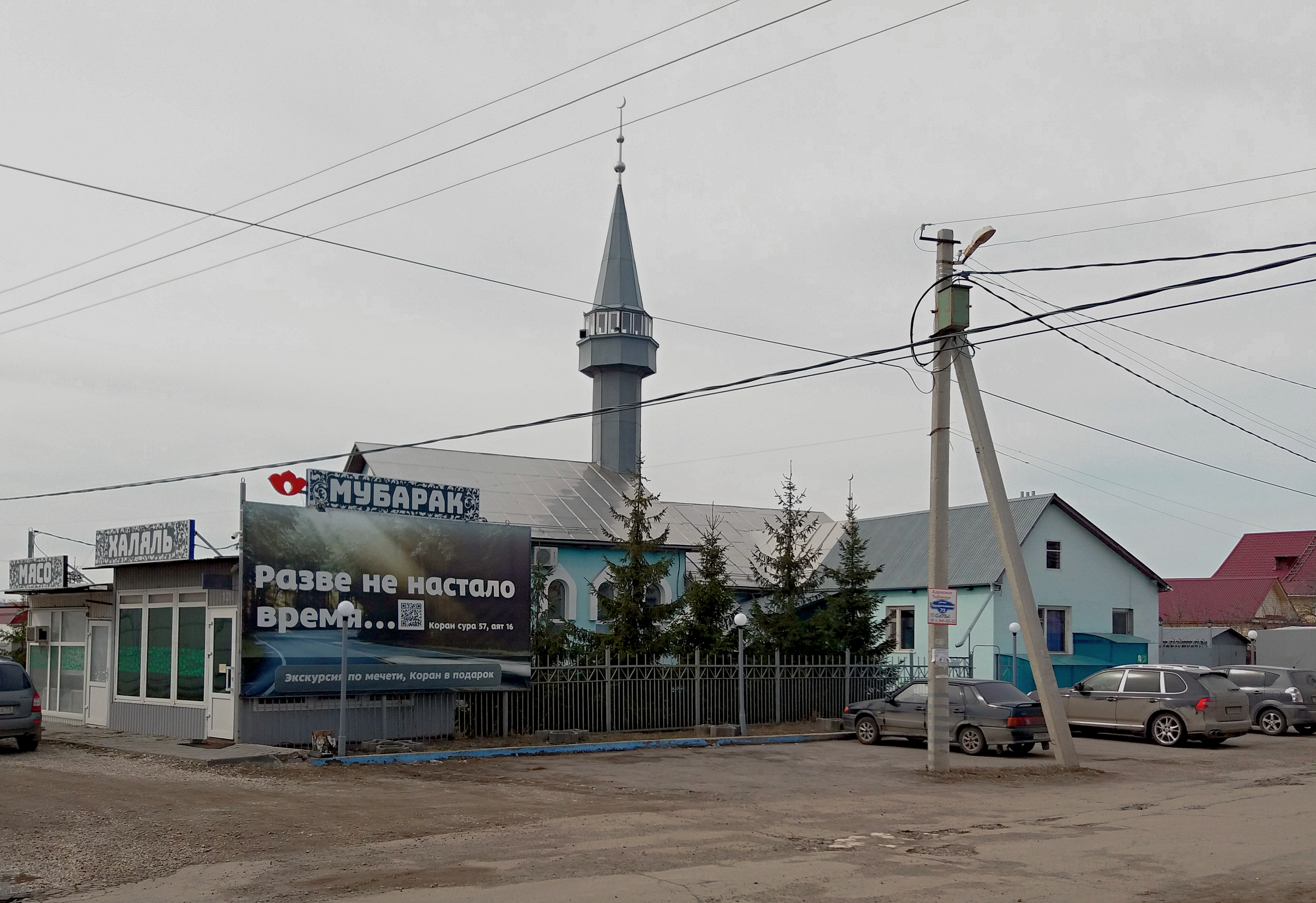
Мечеть «Мубарак».
Часовня Спаса Нерукотворного Образа на Димитровградском шоссе.
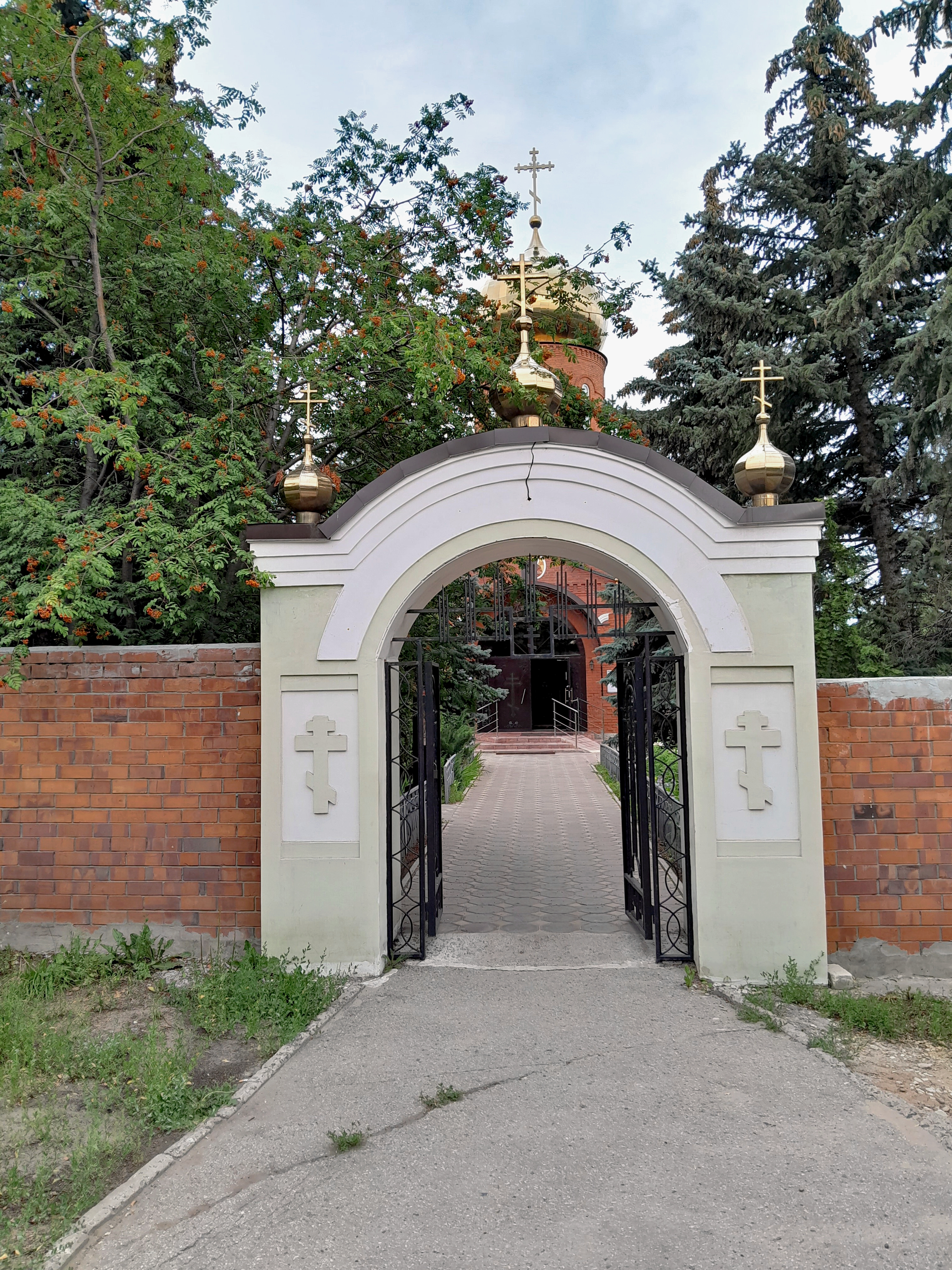
Вход в Владимировский храм.
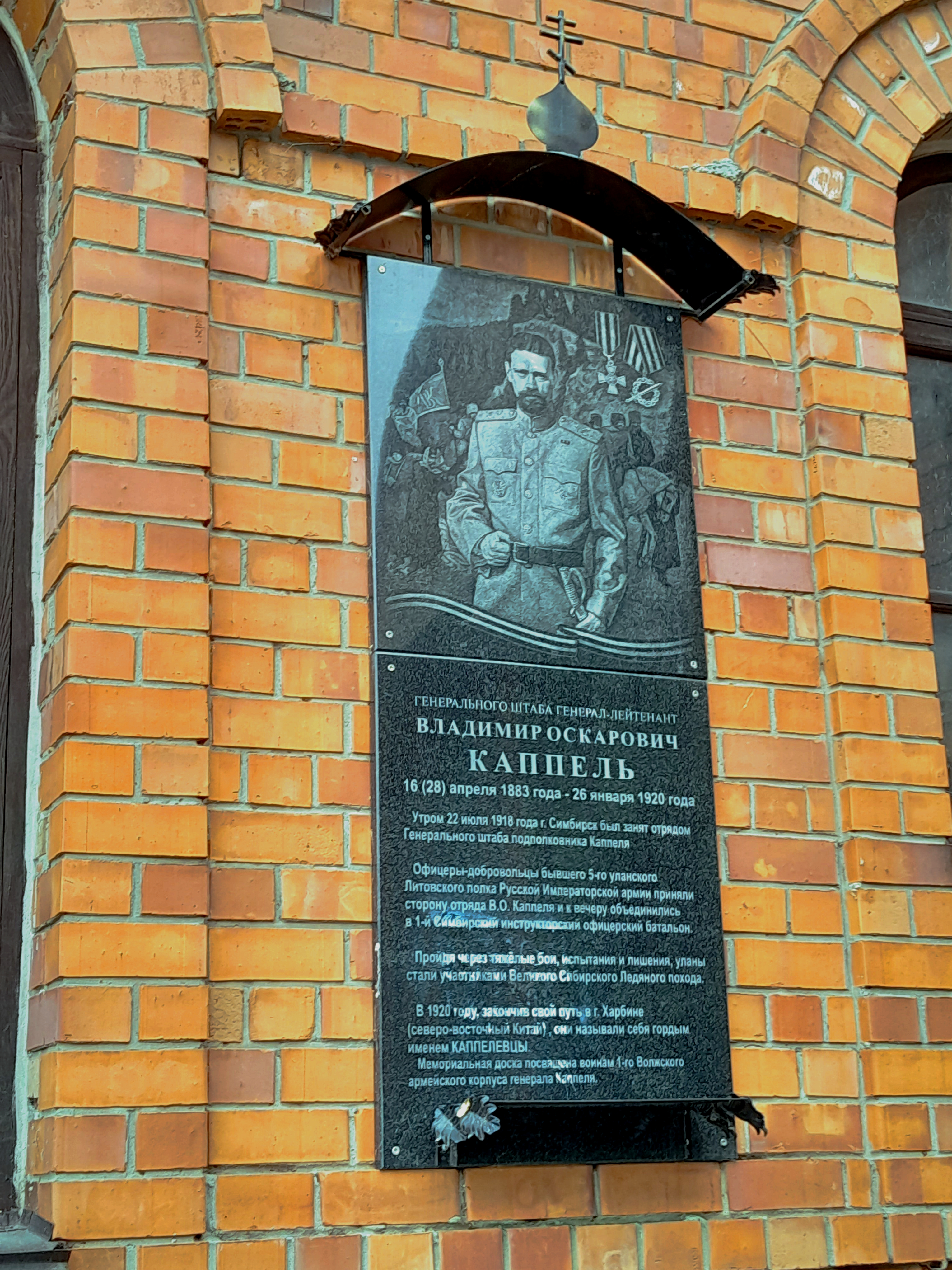
Мемориальная доска генералу В. О. Каппелю.
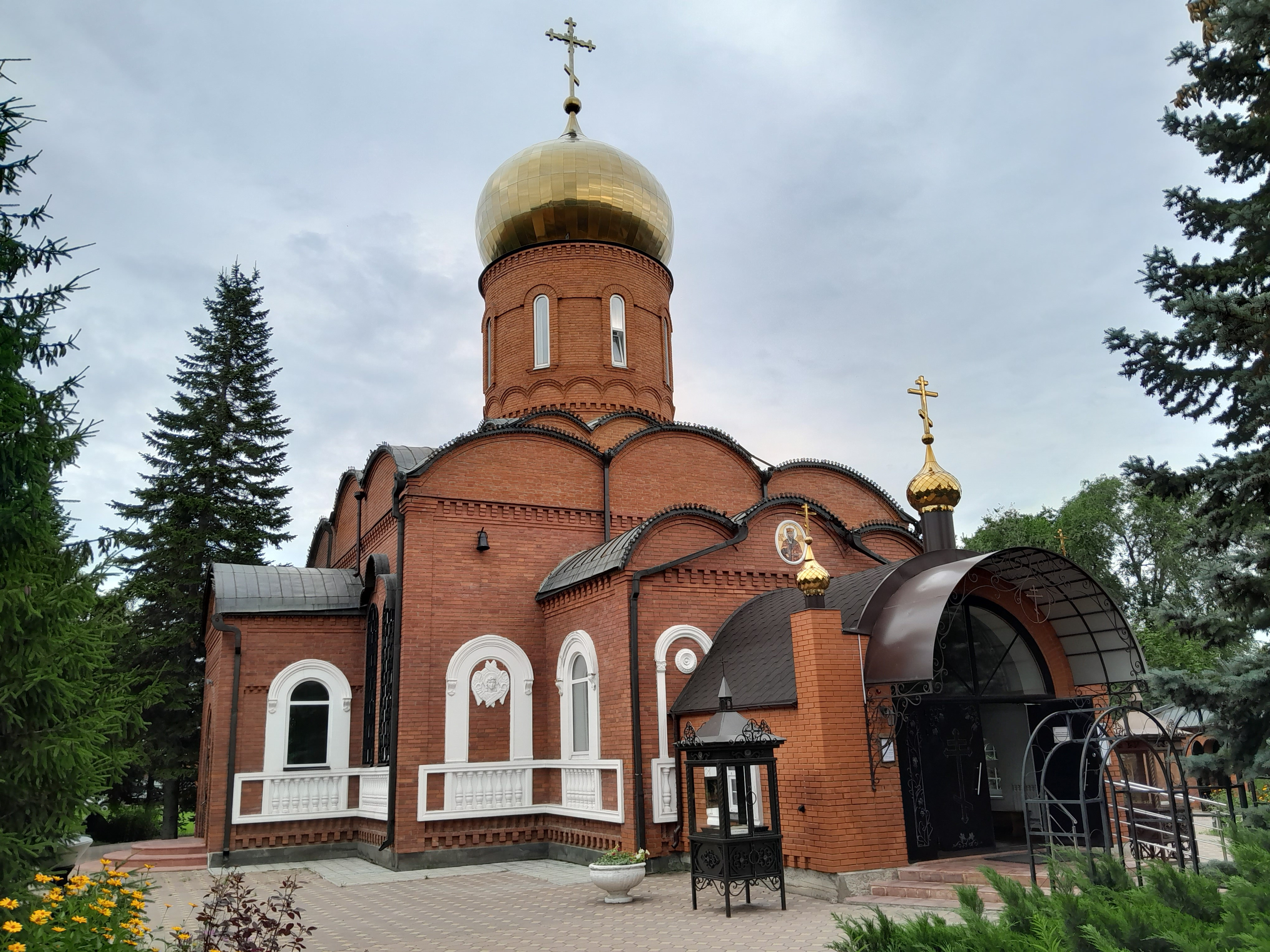
Владимировский храм.

### Кладбища
- Кладбище Заволжское (Майская гора);
- Пальцинское городище, ныне находится на дне Куйбышевского водохранилища;

### Парки
- Парк культуры и отдыха «40-летия ВЛКСМ» (открыт в 1958 г.)[65]
- Ульяновский зоопарк (открыт в 2015 г.)[66][67]
- Парк Ушакова
- Сквер «Олимпийский»
- Сквер Менделеева[68]

Сквер "Олимпийский" (зимой).
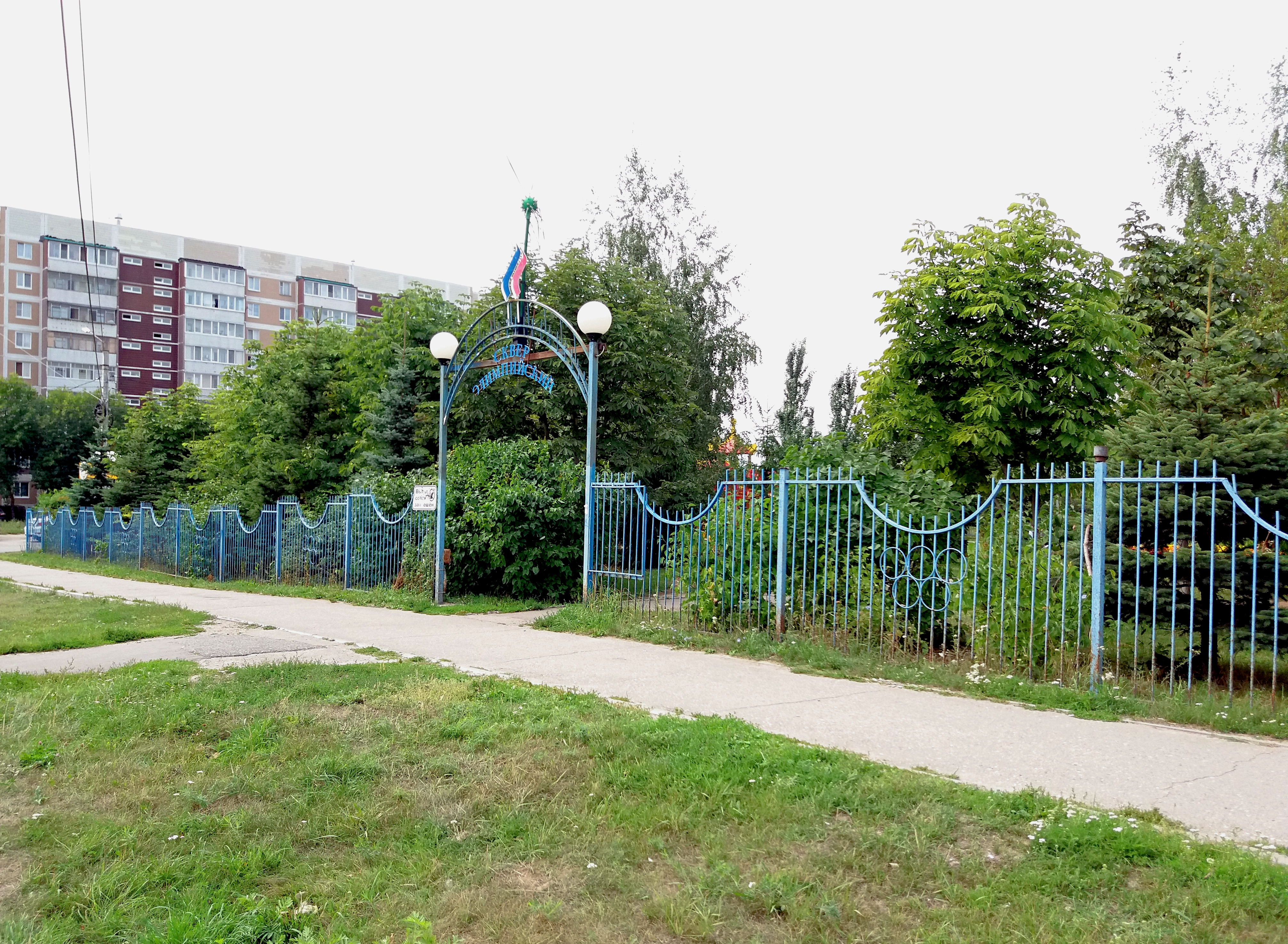
Сквер "Олимпийский".
Сквер "Олимпийский" (летом).
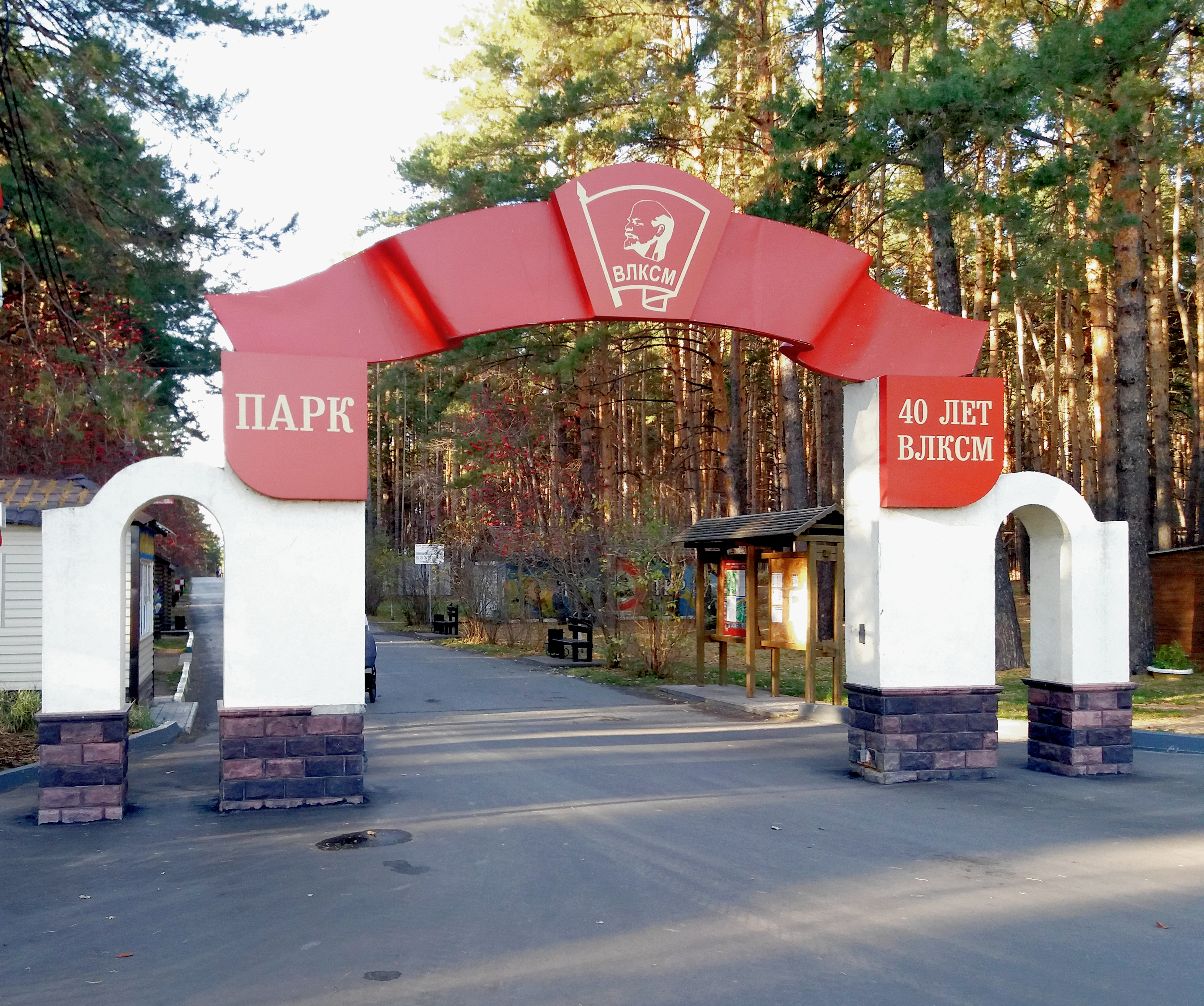
Вход в парк культуры и отдыха имени 40-летия ВЛКСМ.
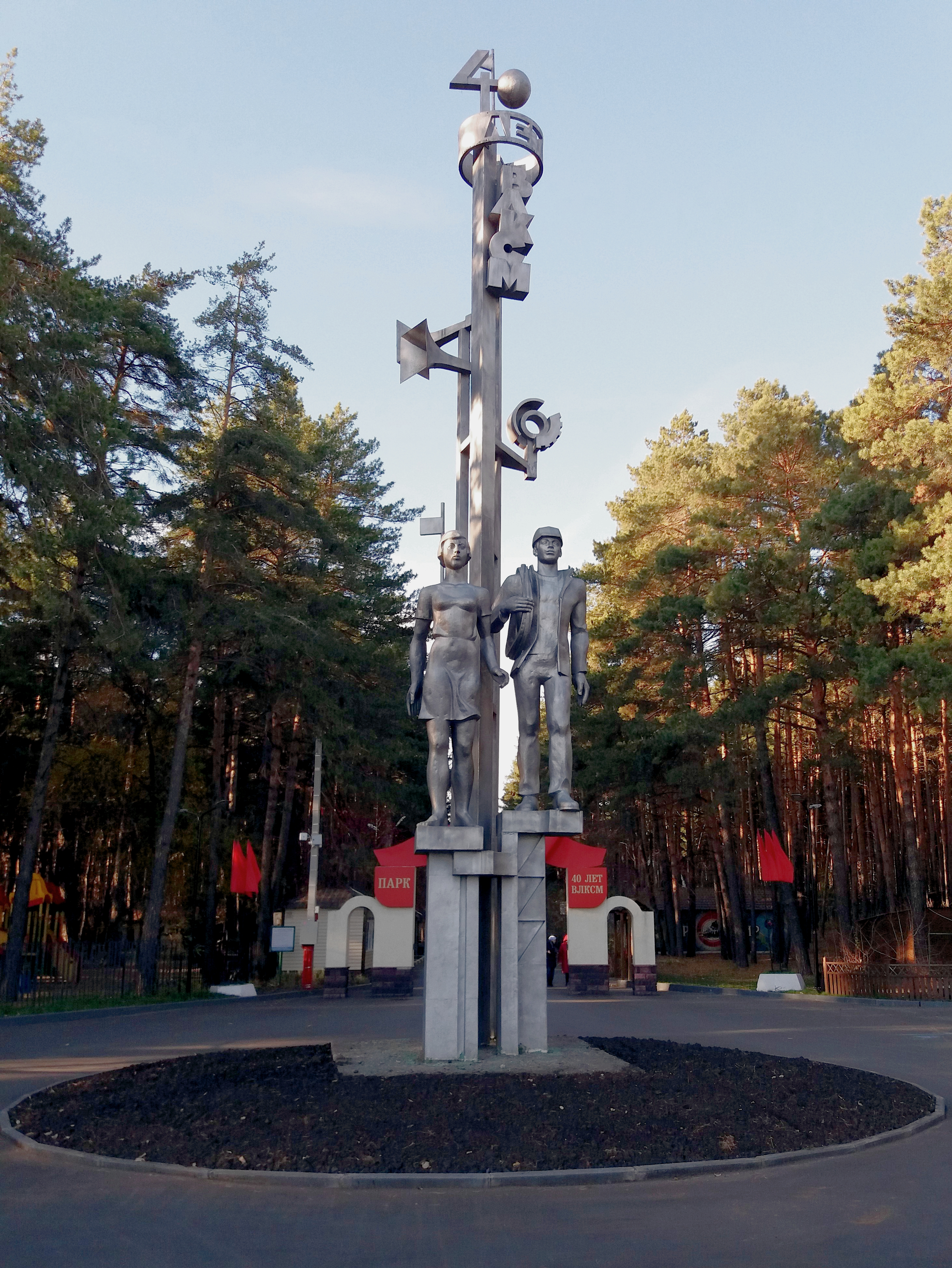
ПКО имени 40-летия ВЛКСМ.
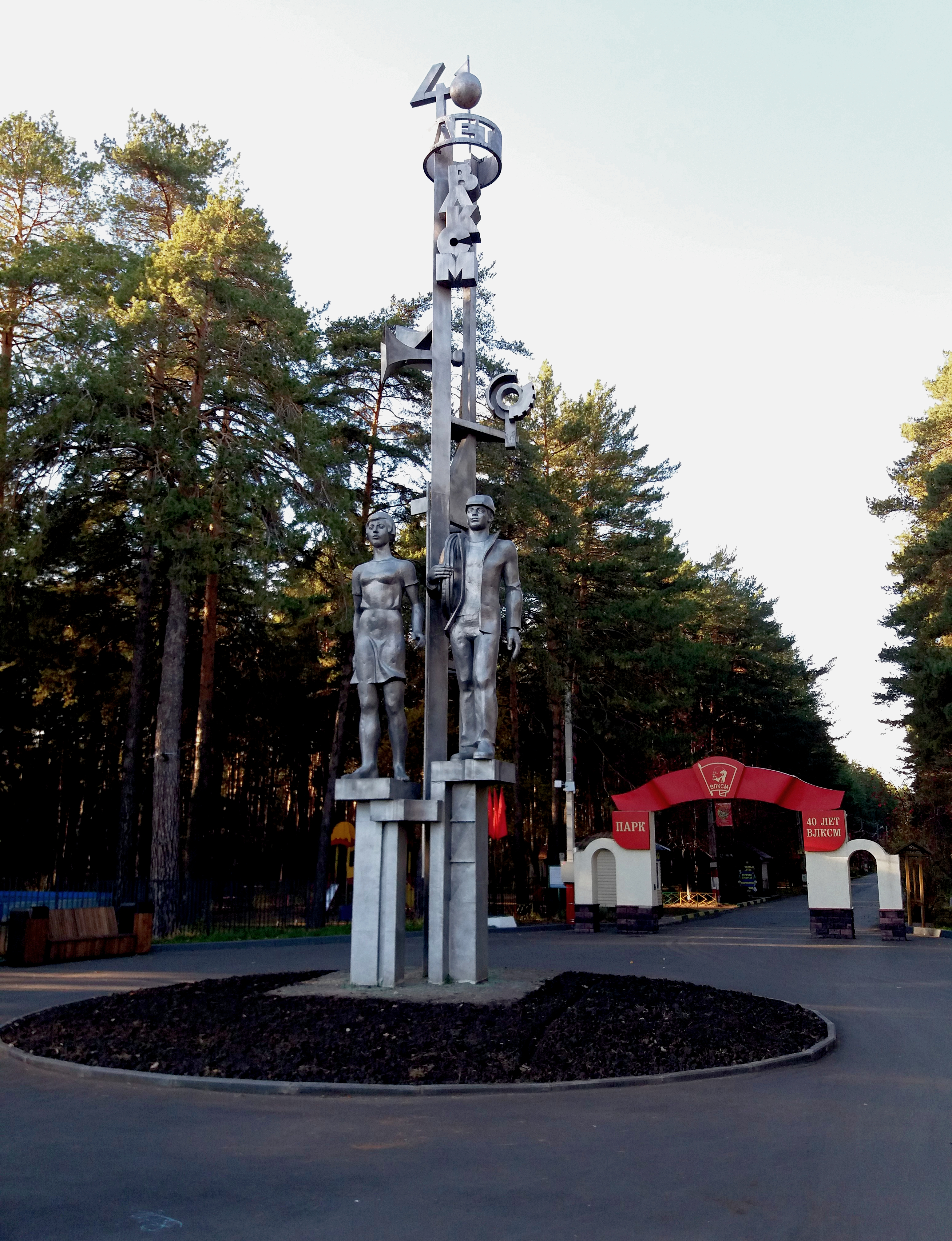
ПКО имени 40-летия ВЛКСМ.

### Музеи
- Музей защиты детства[69][70]
- Музей трудовой славы завода Комета (создан в 1975 г.)[71];

### Культурно-массовые заведения
- Кинотеатр «Аврора», ныне — филиал МБУК «Руслан»[25];
- Центр детского творчества № 1;
- Подростковый клуб «Солнечный»;

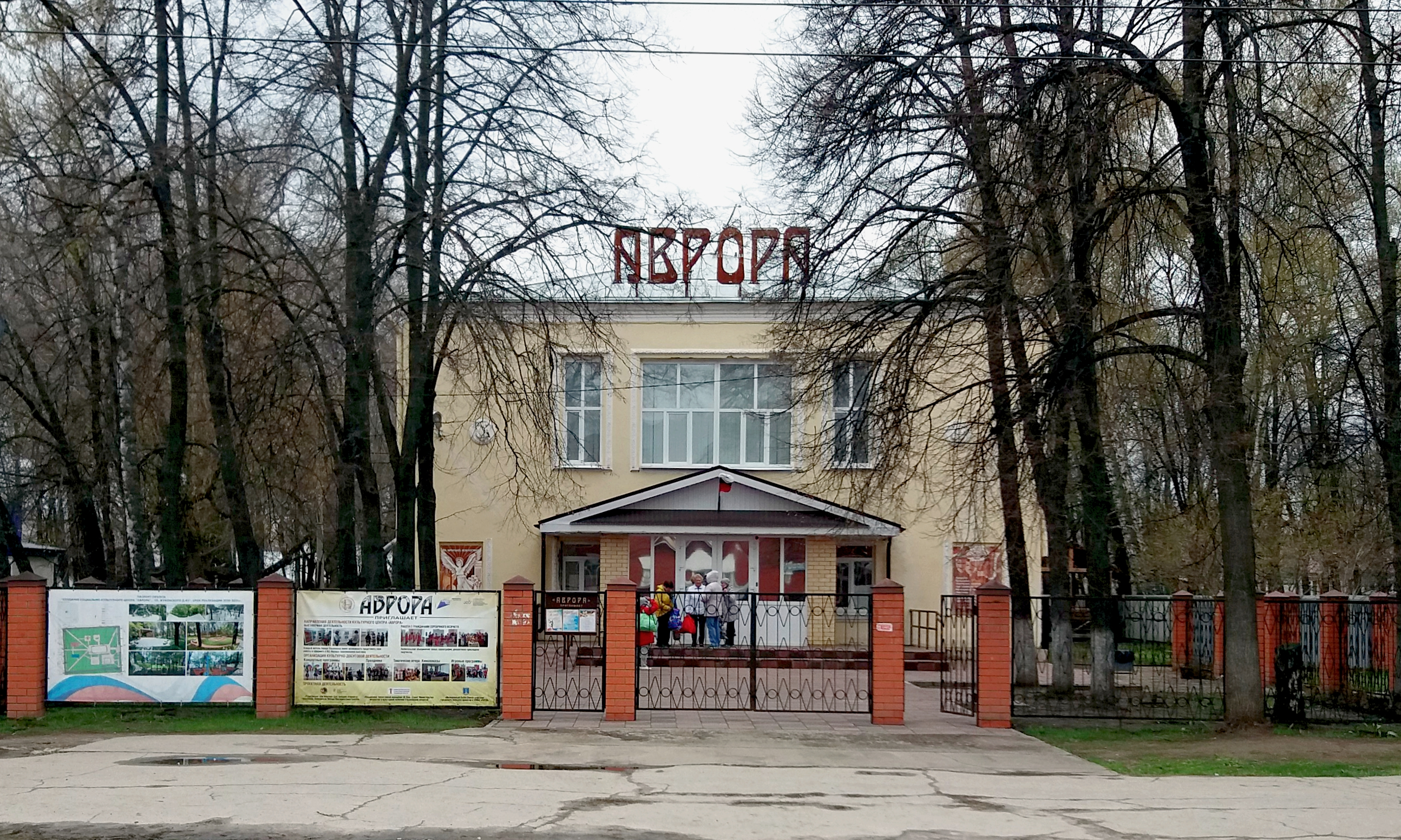
Кинотеатр «Аврора».
Центр детского творчества № 1.
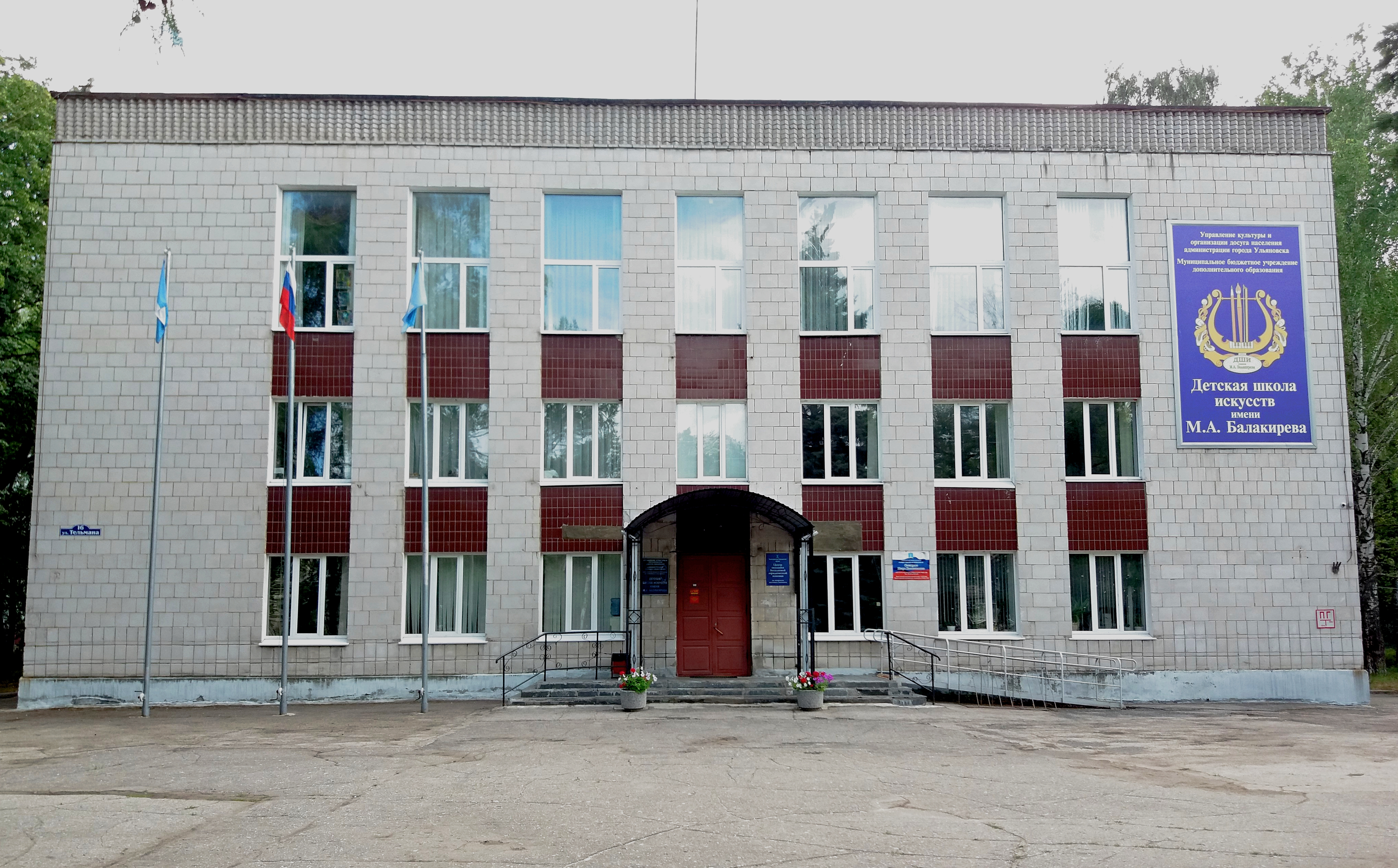
Детская школа искусств им. М. А. Балакирева.

## Медицина

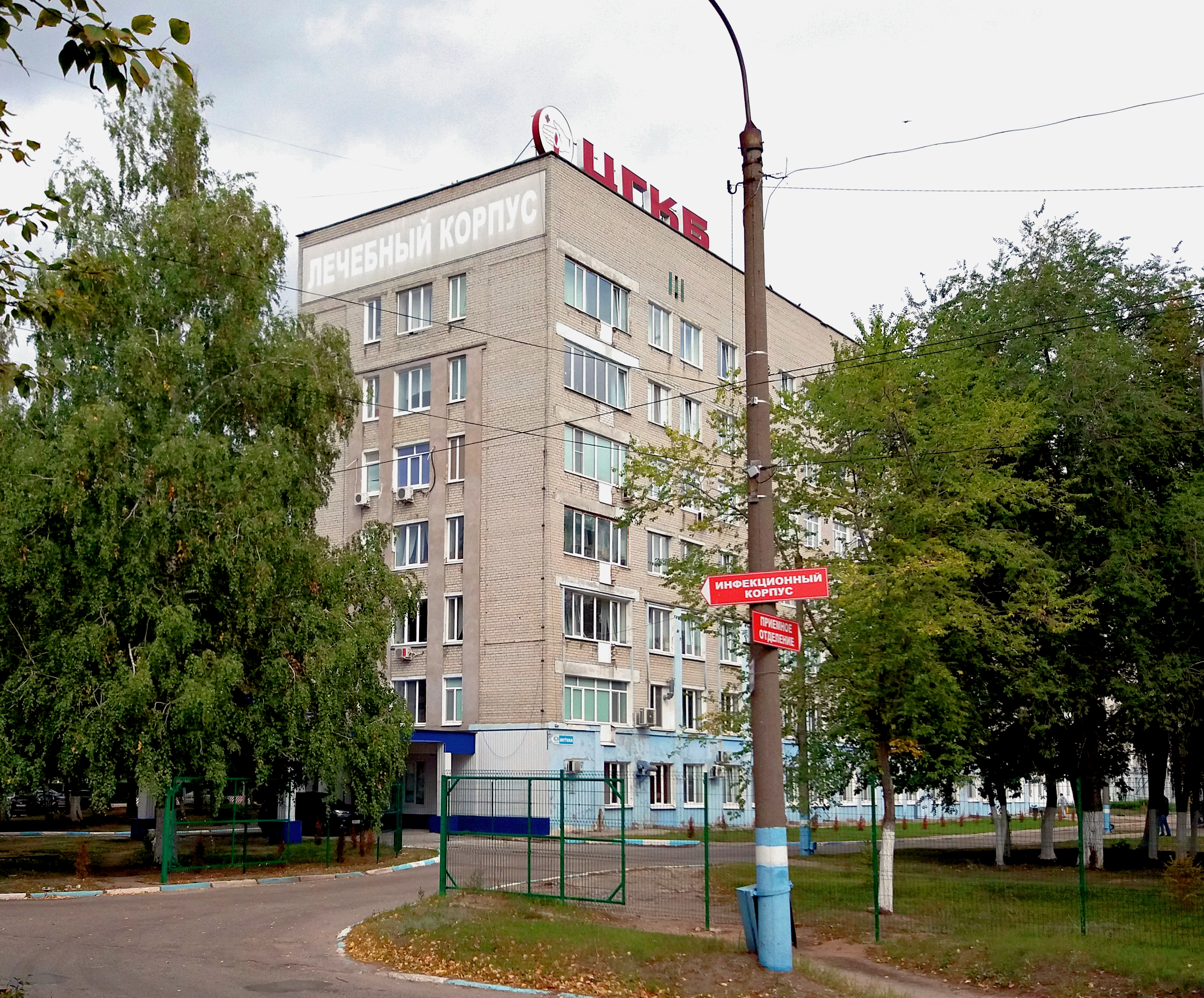
Центральная городская клиническая больница.

- Центральная городская клиническая больница.Ульяновский областной клинический госпиталь ветеранов войн
- Геронтологический Центр Ульяновской области
- Центральная городская клиническая больница (ЦГКБ)
- Детское отделение Областного противотуберкулёзного диспансера
- Стоматологическая поликлиника № 2
- Детская поликлиника ЦГКБ
- Поликлиника ЦГКБ
- Центр реабилитации детей из неблагополучных семей «Алые Паруса»
- Ульяновский областной клинический госпиталь ветеранов войн
- Санаторий «Итиль» (ул. Оренбургская, 1)
- Санаторий «Радон» (ул. Оренбургская, 5 А)
- База отдыха «Иволга»
- Оздоровительно-образовательный центр имени Деева (быв. Детский загородный лагерь имени Героя Советского Союза Владимира Деева)[72].

## Транспорт
Единственный район города Ульяновска, где действует троллейбус, но нет трамвая. Соединяется с другими районами города автобусами и маршрутными такси.
В 2009 году открылся второй мост через Волгу — Президентский.
На Верхней Террасе находится железнодорожная станция «Верхняя Терраса».

На Верхней Террасе, на Димитровградском шоссе, действует междугородняя автостанция «Заволжье».

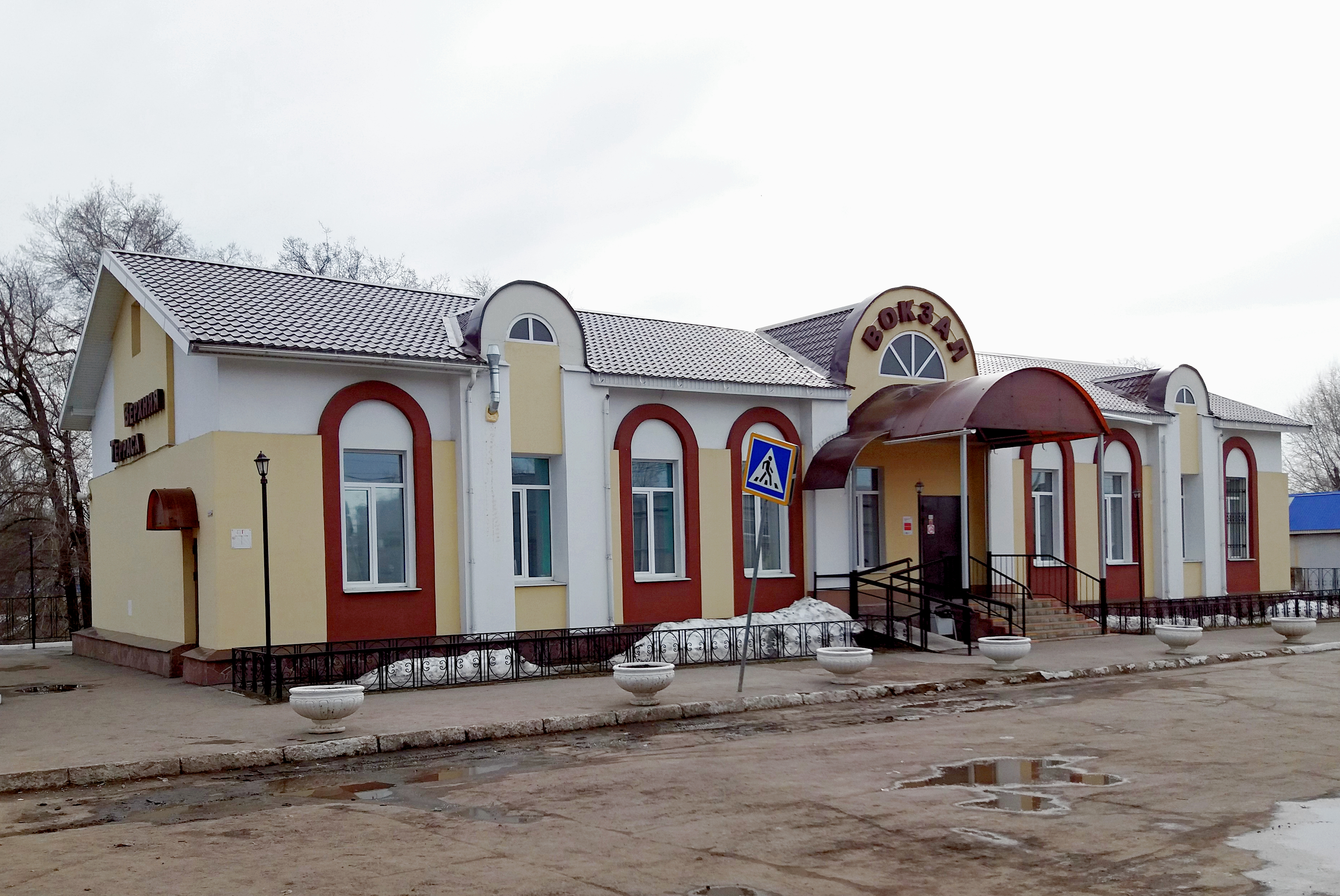
Ж-д вокзал «Верхняя Терраса».
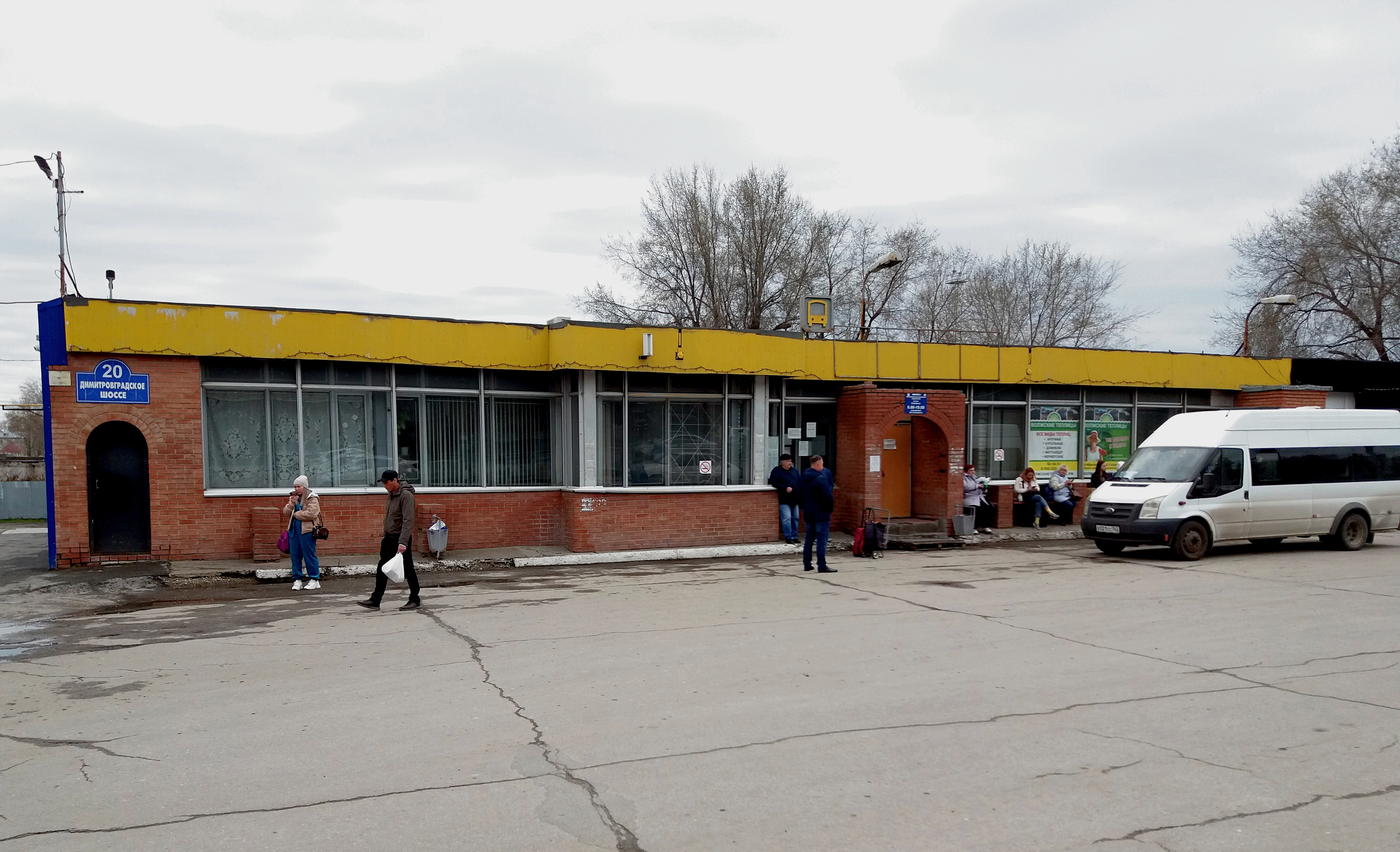
Междугородняя автостанция «Заволжье».

## Спорт
В микрорайоне широко развит спорт. На Верхней Террасе действуют: стадион «Заря», СК «Олимп», ФОК «Лидер», Спортивная школа «Атлет» имени Героя России Дмитрия Разумовского, Биатлонный центр «Заря», лыжная база «Динамо» (Майская Гора), действуют секции: тяжёлая атлетика, каратэ, акробатика, биатлон, лёгкая атлетика, велоспорт, мотоспорт и другие.

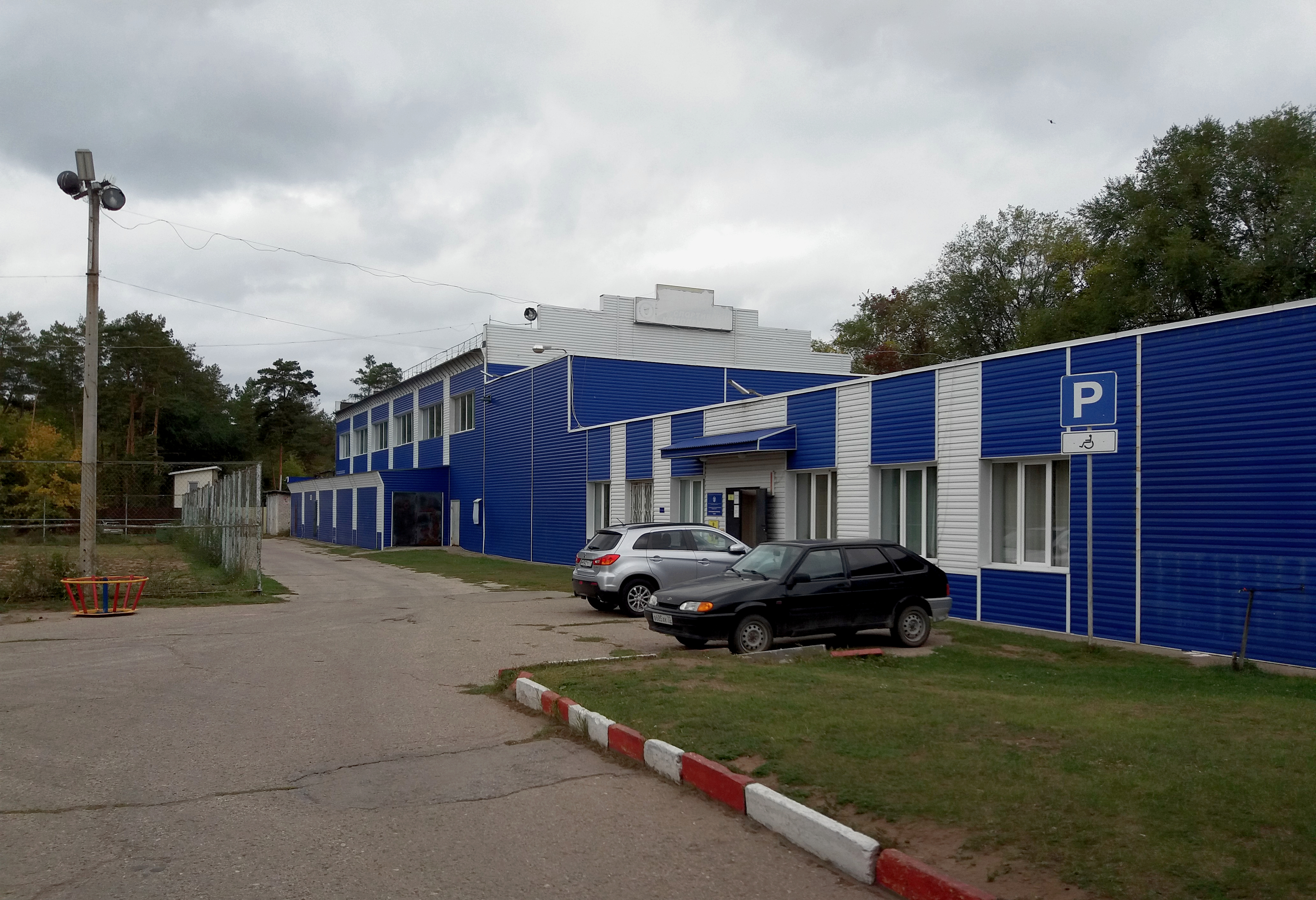
СК «Заря».
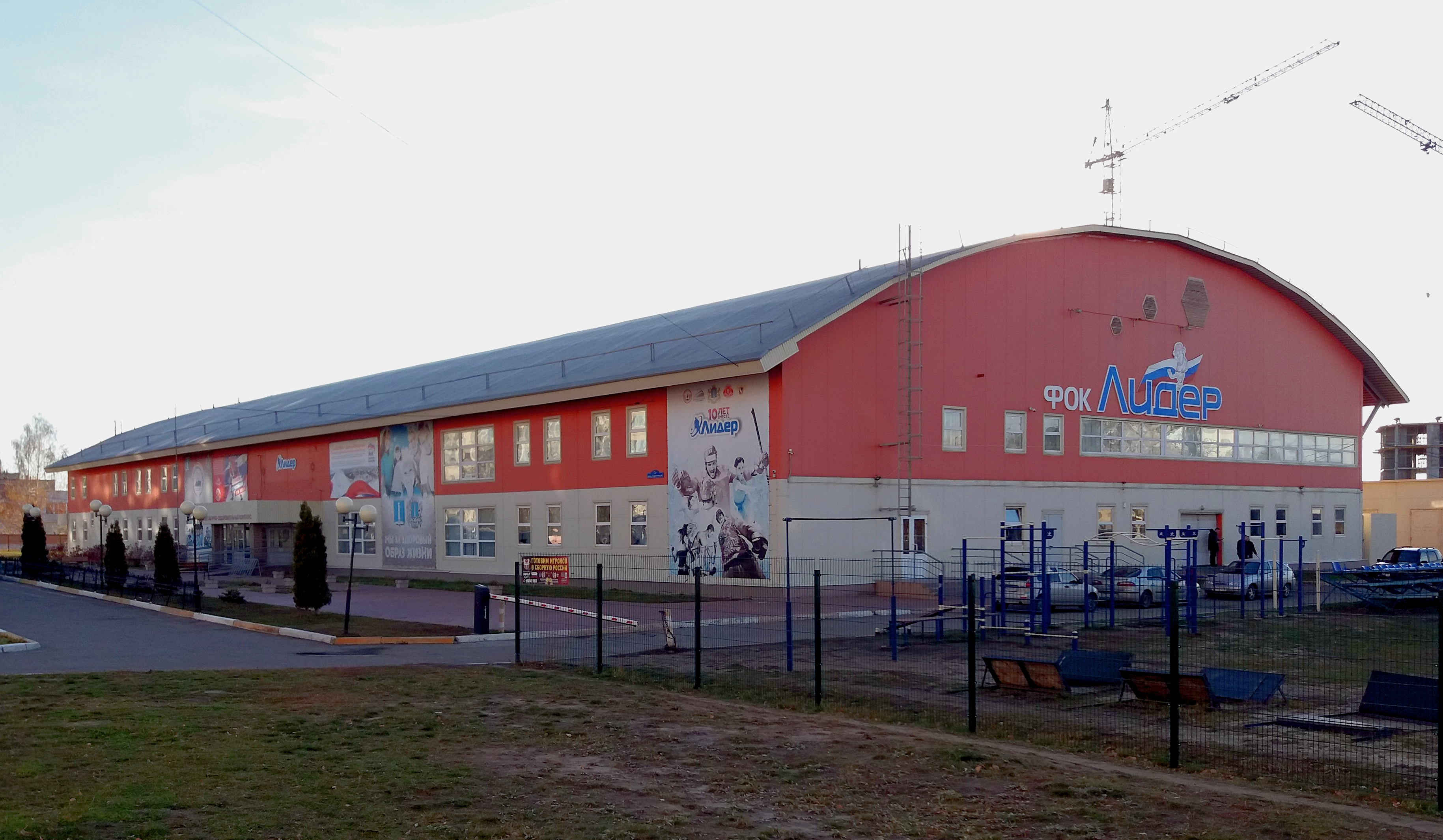
ФОК "Лидер".
СК «Олимп».
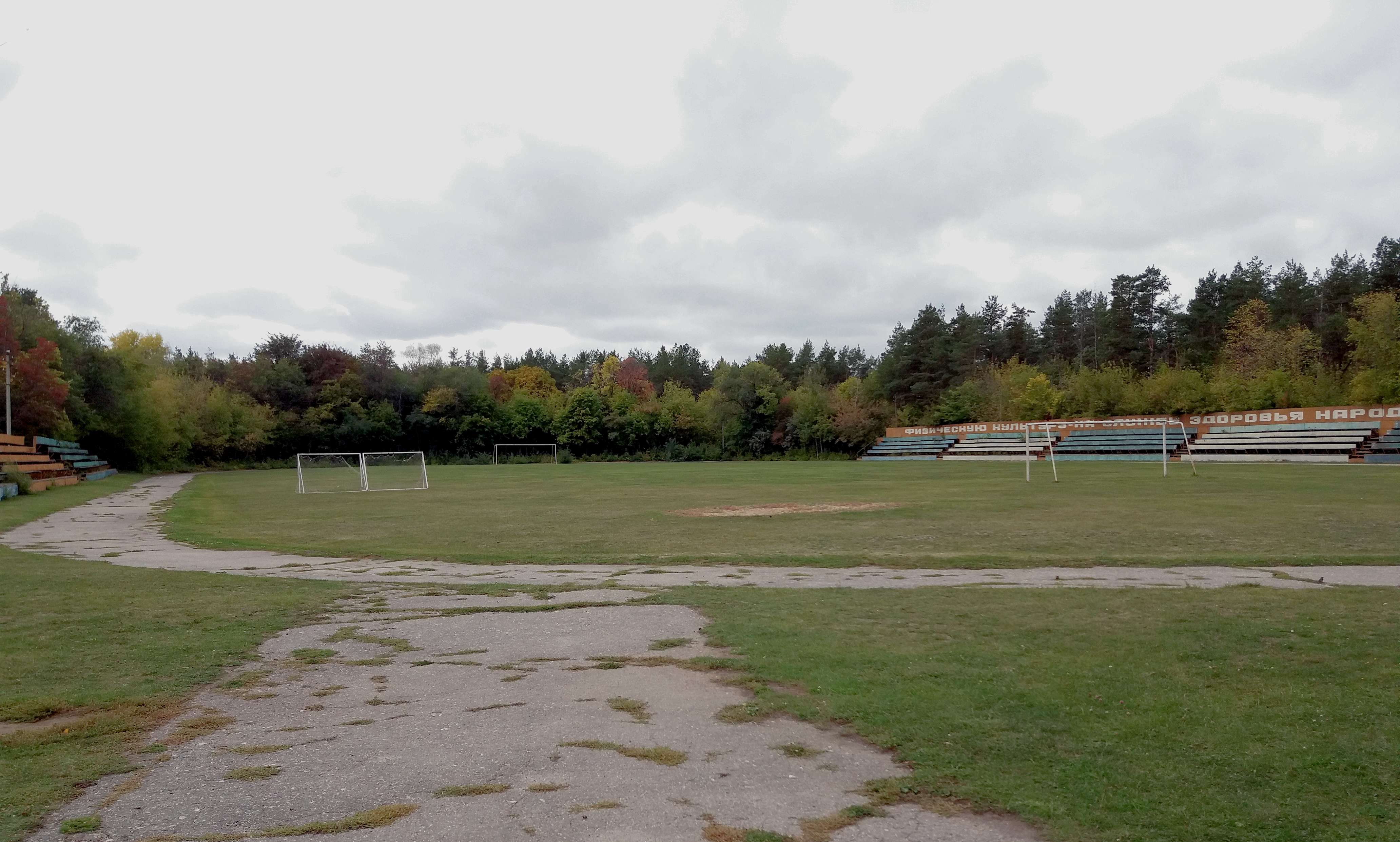
Стадион «Заря».

## Известные уроженцы, жители
- Уроженец села Верхняя Часовня Сергей Павлович Нефёдов,  советский космонавт-испытатель, штатный испытатель Института авиационной и космической медицины стал первым человеком, который надел и испытал космический скафандр, первым посетил кабину космического корабля «Восток» и провёл там семеро суток под наблюдением академика Сергея Павловича Королева[79].
- Филиппов Василий Иванович — полный кавалер ордена Славы, жил и работал в селе Верхняя Часовня.
- Лидия Сергеевна Жуковская-Латышева — директор Гимназии № 44, Заслуженный учитель РФ, кавалер ордена Почёта и общественной награды «Орден Екатерины Великой I степени», почётный гражданин Ульяновской области, родилась в селе и работает в Гимназии № 44 [80][81][82][83].
- Юрий Иванович Латышев[80] — Народный учитель Российской Федерации, преподавал в Гимназии № 44.
- Чехова Алёна Антоновна — российская актриса театра, кино и телевидения, училась в Гимназии № 44[84].
- Ступников Георгий Иванович (1927—2011) — первый председатель Ульяновского Горсовета, первый представитель президента в Ульяновской области, участник Великой Отечественной войны, почётный гражданин города Ульяновска. С мая 1967 по 1988 года был заместителем главного конструктора Ульяновского филиала ЦМ НИИ, ныне НПО «Марс».
- Домнина Валентина Александровна (1948—2018) — Народный депутат России (1990—1993), была членом Комитета Верховного Совета РФ по свободе совести, вероисповедания, милосердию и благотворительности, членом Мандатной комиссии; работала юристом НИИ "Марс" (г. Ульяновск)[85][86].
- Кидалов Валентин Иванович[87] — директор Научно-производственного объединения «Марс». Почётный гражданин Ульяновской области (2000 г.)[88].
- Краснов Владимир Павлович (1924—2001) — генеральный директор ОАО «Комета» (с 1967 по 1993), академик, лауреат Государственной премии СССР, Герой Социалистического Труда, Почётный гражданин Ульяновской области[89];
- Воронин Геннадий Петрович — главный инженер Ульяновского приборостроительного завода «Комета» (1971—1977 гг.)[71].
- Мухитов Назим Гарифуллович — советский биатлонист, чемпион мира 1971 года в эстафете, заслуженный мастер спорта (1988), Заслуженный тренер России[90].
- Серков Пётр Павлович — судья Верховного суда Российской Федерации (с 2003 года), работал в троллейбусном депо.
- Михайлов Максим Игоревич — Герой Российской Федерации.
- Виноградов Александр Юрьевич — мастер спорта России международного класса по восточному боевому единоборству Кудо, мастер спорта России международного класса по Асихара-карате. Депутат Ульяновской Городской Думы VI созыва[91].

## Микрорайон в фильмах
- В 2020 году на канале «НТВ» (в декабре 2022 г. и в феврале 2024 г. повторили) шёл показ т/с «Пять минут тишины. Новые горизонты», эпизоды которого снимались в Ульяновске и его окрестностях, в том числе, съёмки проходили на нижнем ярусе Президенстского моста и других местах микрорайона[92].
- 23 июля 2020 года в городе и микрорайоне стартовали съёмки полнометражного художественного фильма «Холодная месть»[93].
- С 13 по 16 декабря 2021 года на канале «НТВ» (с ноября 2022 г. повторили) шёл показ 12-ти серийного т/с «Пять минут тишины. Симбирские морозы», эпизоды которого снимались в Ульяновске и его окрестностях, в том числе, съёмки проходили в пожарной части № 6, хлебозаводе № 4  и других местах микрорайона[94][95][96].
- В мае 2022 года в микрорайоне был снят художественный фильм «Тихий дворик»[97].

## Память
- В мкрн «Индовое» Заволжского района Ульяновска в честь бывшего села Верхняя Часовня названа улица — «Верхнечасовенная улица»[98].